# Stockholm
Stockholm (phát âm tiếng Thụy Điển: ['stɔkhɔlm]; phiên âm: "Xtốc-khôm") là thủ đô của Thụy Điển và là thành phố đông dân nhất trong các nước Bắc Âu; 949.761 người sống tại khu tự quản này, khoảng 1,5 triệu người trong đô thị, và 2,3 triệu người tại vùng đô thị. Thành phố trải dài trên mười bốn hòn đảo nơi hồ Mälaren chảy vào Biển Baltic. Ngay bên ngoài thành phố và dọc theo bờ biển là chuỗi đảo của Quần đảo Stockholm. Khu vực này đã được định cư từ Thời đại đồ đá, trong thiên niên kỷ 6 TCN, và được thành lập là một thành phố năm 1252 bởi một chính khách Thụy Điển có tên Birger Jarl. Nó cũng là thủ phủ của Hạt Stockholm.
Stockholm là trung tâm văn hóa, truyền thông, chính trị và kinh tế của Thụy Điển. Chỉ riêng vùng Stockholm chiếm hơn một phần ba tổng GDP của quốc gia, và trong tốp 10 vùng ở châu Âu theo GDP đầu người. Nó là một thành phố toàn cầu quan trọng, và là trung tâm chính của cơ quan đầu não đoàn thể của vùng bắc Âu. Thành phố này có một số trường đại học hàng đầu của châu Âu, chẳng hạn như Trường Kinh tế Stockholm, Viện Karolinska và Học viện Công nghệ Hoàng gia (KTH). Nó tổ chức lễ trao giải Nobel và tiệc thường niên tại phòng hoà nhạc Stockholm và Tòa thị chính Stockholm. Một trong những bảo tàng được đánh giá cao nhất của thành phố, bảo tàng Vasa, là bảo tàng phi nghệ thuật được ghé thăm nhiều nhất Scandinavia. Tàu điện ngầm Stockholm, mở cửa năm 1950, nổi tiếng với sự trang trí của các nhà ga; nó đã được gọi là phòng trưng bày nghệ thuật dài nhất trên thế giới. Friends Arena của Thụy Điển nằm ở phía bắc thành phố, tại Solna. Nhà thi đấu quốc gia, Ericsson Globe, nằm ở phía nam thành phố. Thành phố này là chủ nhà tổ chức Thế vận hội Mùa hè 1912, và tổ chức phần đua ngựa của Thế vận hội Mùa hè 1956 thay cho Melbourne, Victoria, Úc.
Stockholm là nơi có trụ sở của Chính phủ Thụy Điển và hầu hết các cơ quan của nó, bao gồm tòa án tối cao trong bộ máy tư pháp, và nơi ở của Vua Thụy Điển và thủ tướng Thụy Điển. Chính phủ có trụ sở tại tòa nhà Rosenbad, Riksdag (quốc hội Thụy Điển) có trụ sở tại Nhà Quốc hội, và nơi ở của Thủ tướng cạnh đó tại Nhà Sager. Cung điện Stockholm là nơi ở chính thức và nơi làm việc của vua Thụy Điển, trong khi Cung điện Drottningholm, một di sản thế giới ở ngoại ô Stockholm, được sử dụng làm nơi ở riêng tư của hoàng gia Thụy Điển.

## Lịch sử

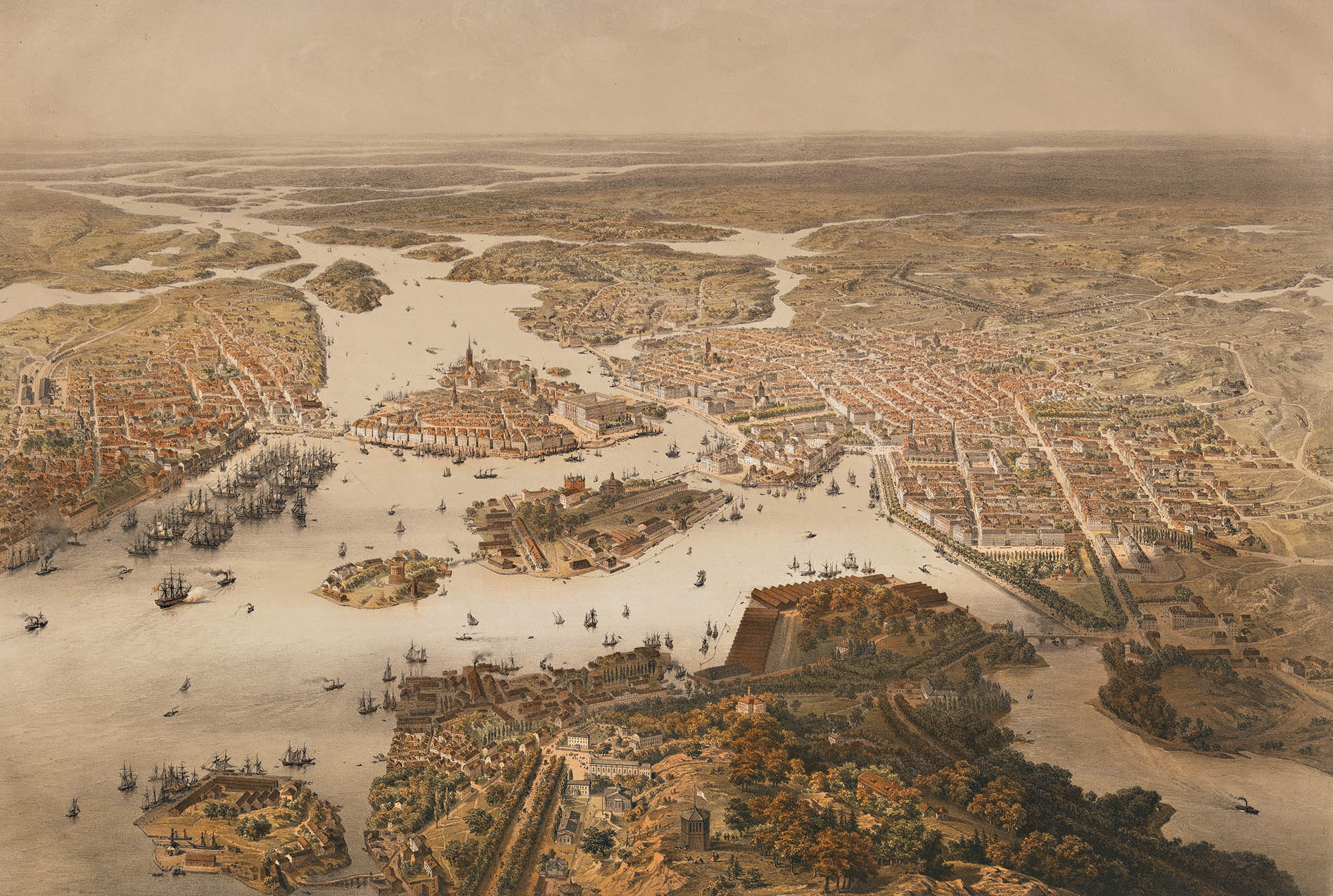
Ảnh toàn cảnh Stockholm khoảng năm 1868 từ khinh khí cầu.

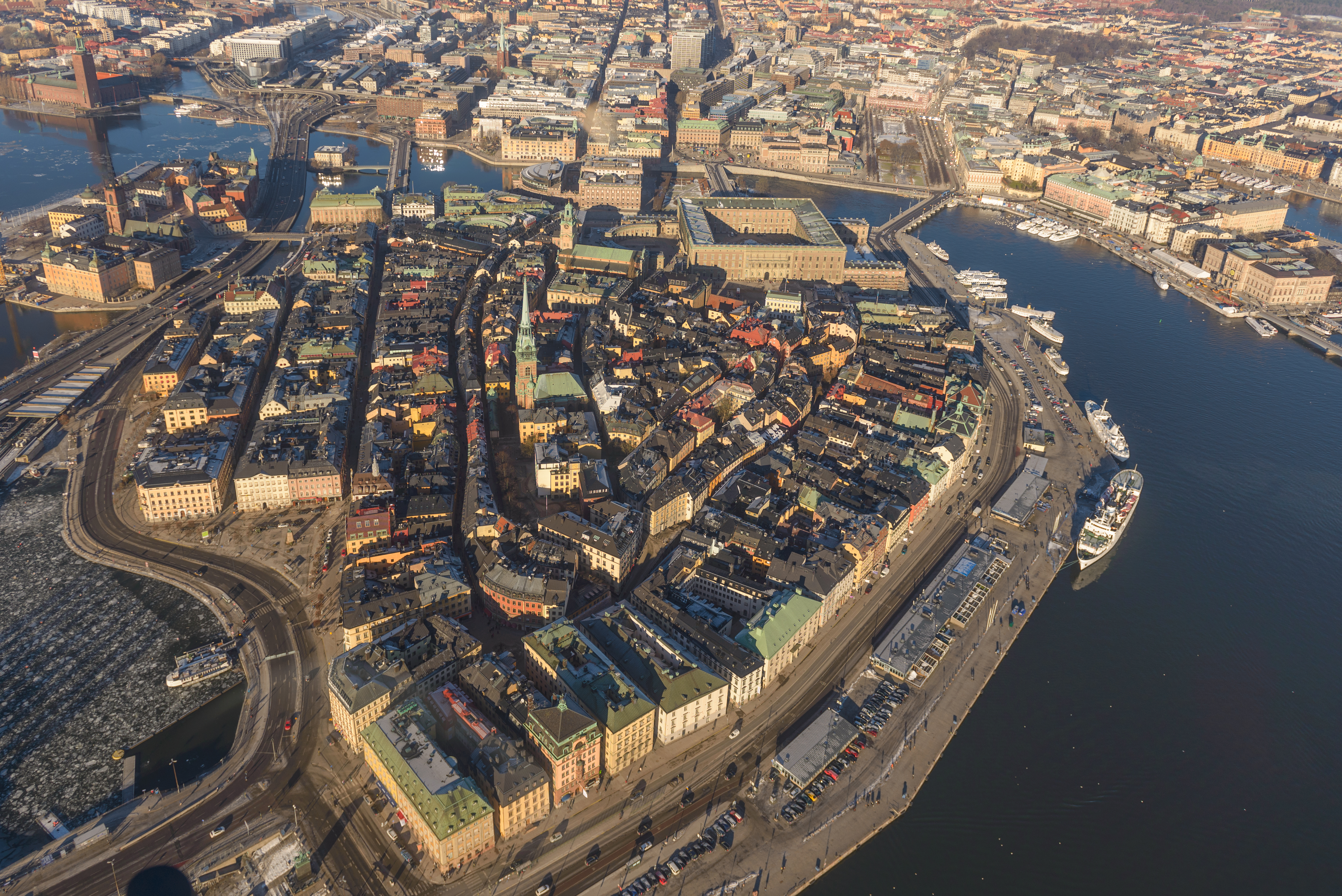
Phố cổ Stockholm (Gamla stan)

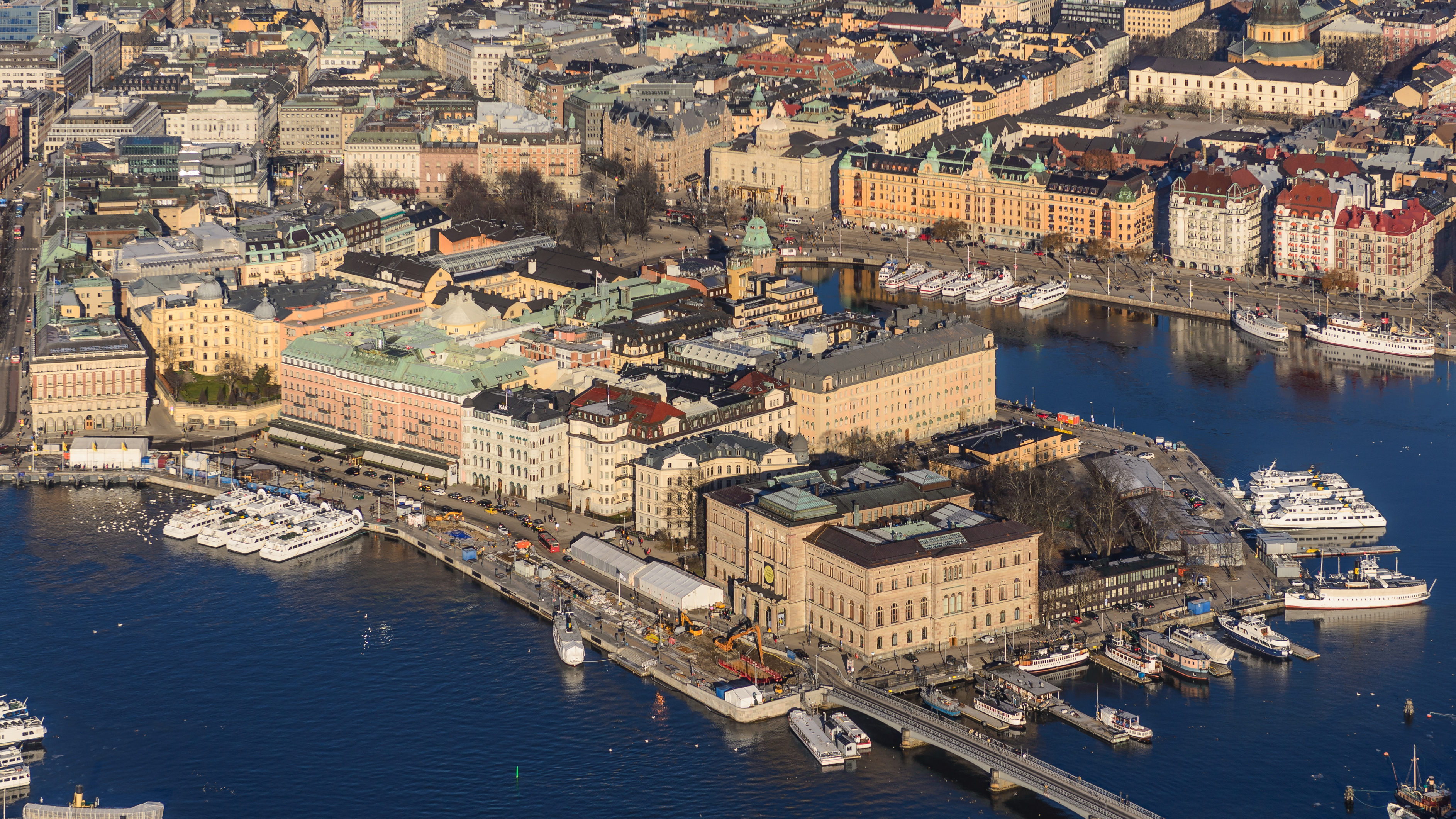
Mũi đông nam của quận Norrmalm, khu trung tâm thành phố

Sau Kỷ Băng hà, khoảng 8.000 năm TCN, đã có nhiều người sống ở vùng ngày nay là Stockholm, nhưng khi nhiệt độ hạ xuống, những người này di chuyển xuống phương Nam. Hàng ngàn năm sau, khi băng ở mặt đất tan, khí hậu trở nên dễ chịu hơn, và đất trở nên màu mỡ, một số người quay lại phương Bắc. Tại nơi giao nhau của biển Baltic và hồ Mälaren là một khu vực quần đảo nơi Phố cổ của Stockholm được xây dựng lần đâu khoảng năm 1000 CN bởi người Viking. Họ đã có một tác động thương mại tích cực đến với khu vực do các tuyến thương mại mà họ tạo ra.
Vị trí của Stockholm xuất hiện trong Saga với tên Agnafit, và trong Heimskringla có liên quan đến vị vua thần thoại Agne. Lời đề cập sớm nhất về tên Stockholm bắt nguồn từ năm 1252, vào thời điểm mà những khu mỏ ở Bergslagen khiến nó trở thành một vị trí quan trọng trong việc giao thương sắt. Phần đầu của tên thành phố (stock) nghĩa là khúc gỗ trong tiếng Thụy Điển, mặc dù nó có thể có liên quan đến từ trong tiếng Đức cổ (Stock) nghĩa là pháo đài. Phần thứ hai ở tên (holm) nghĩa là đảo nhỏ, và mọi người nghĩ nó đề cập đến đảo nhỏ Helgeandsholmen ở trung tâm Stockholm. Theo Eric Chronicles thành phố này được thành lập bởi Birger Jarl để bảo vệ Thụy Điển khỏi những cuộc xâm lược từ biển của người Karelia sau trận Sigtuna trên hồ Mälaren vào mùa hè năm 1187.
Trung tâm của Stockholm, khu Phố cổ (Gamla Stan) ngày nay được xây dựng ở đảo trung tâm bên cạnh Helgeandsholmen từ giữa thế kỷ 13 trở đi. Thành phố ban đầu đã nổi lên nhờ có thương mại tại Baltic của Liên minh Hanse. Stockholm đã phát triển mạnh các liên kết kinh tế và văn hoá với Lübeck, Hamburg, Gdańsk, Visby, Reval, và Riga trong thời gian này. Giữa năm 1296 và năm 1478 Hội đồng thành phố Stockholm có 24 thành viên, một nửa trong số đó đã được lựa chọn từ những người nói tiếng Đức.
Tầm quan trọng về chiến lược và kinh tế của thành phố đã khiến Stockholm trở thành một yếu tố quan trọng trong quan hệ giữa các Vua Đan Mạch của Liên minh Kalmar và phong trào độc lập quốc gia trong thế kỷ 15. Vua Đan Mạch Christian II đã có thể vào thành phố vào năm 1520. Vào ngày 8 tháng 11 năm 1520 một cuộc thảm sát của những người đối lập được gọi là Nhà tắm máu Stockholm đã diễn ra và bắt đầu các cuộc nổi dậy tiếp theo mà cuối cùng dẫn đến sự tan vỡ của liên minh Kalmar. Với sự lên ngôi của Gustav Vasa năm 1523 và sự thành lập của quyền lực hoàng gia, dân số Stockholm bắt đầu tăng lên, đạt 10,000 người năm 1600.
Thế kỷ 17 chứng kiến Thụy Điển phát triển thành một cường quốc châu Âu, được phản ánh trong sự phát triển của thành phố Stockholm. Từ năm 1610 đến năm 1680 dân số tăng gấp sáu lần. Năm 1634, Stockholm trở thành thủ đô chính thức của đế quốc Thụy Điển. Các quy tắc thương mại cũng được tạo ra đã cho Stockholm một sự độc quyền thiết yếu đối với thương mại giữa các thương gia nước ngoài với các lãnh thổ khác của Thụy Điển và Scandinavia. Năm 1697, lâu đài Tre Kronor bị đốt cháy và được thay thế bởi Cung điện Stockholm.
Năm 1710, một đợt dịch hạch đã giết khoảng 20.000 người (36% dân số). Sau kết thúc của Đại chiến Bắc Âu thành phố trở nên trì trị. Dân số ngừng tăng và kinh tế phát triển chậm lại. Thành phố đã bị sốc sau khi mất vị trí thủ đô của một cường quốc. Tuy nhiên Stockholm vẫn duy trì vài trò là trung tâm chính trị của Thụy Điển và tiếp tục phát triển về văn hóa dưới thời Gustav III.
Vào nửa cuối của thế kỷ 19, Stockholm đã giành lại vai trò kinh tế hàng đầu của nó. Các ngành công nghiệp mới nổi lên và Stockholm đã được chuyển đổi thành một trung tâm thương mại và dịch vụ quan trọng cũng như một điểm đến cửa ngõ quan trọng ở Thụy Điển. Dân số cũng tăng mạnh trong thời gian này, chủ yếu thông qua nhập cư. Vào cuối thế kỷ 19, dưới 40% cư dân ở đây sinh ra tại Stockholm. Việc định cư bắt đầu mở rộng ra ngoài phạm vi thành phố. Thế kỷ 19 đã chứng kiến việc thành lập một số viện khoa học, bao gồm Karolinska Institutet. Triển lãm Nghệ thuật tổng hợp và Công nghiệp Stockholm được tổ chức vào năm 1897. Từ năm 1887 đến năm 1953 tháp điện thoại Stockholm cũ là một điểm mốc; ban đầu được xây để kết nối các đường điện thoại, nó trở nên dư thừa sau khi những đường dây được hạ ngầm, và nó được sử dụng cho việc quảng cáo.

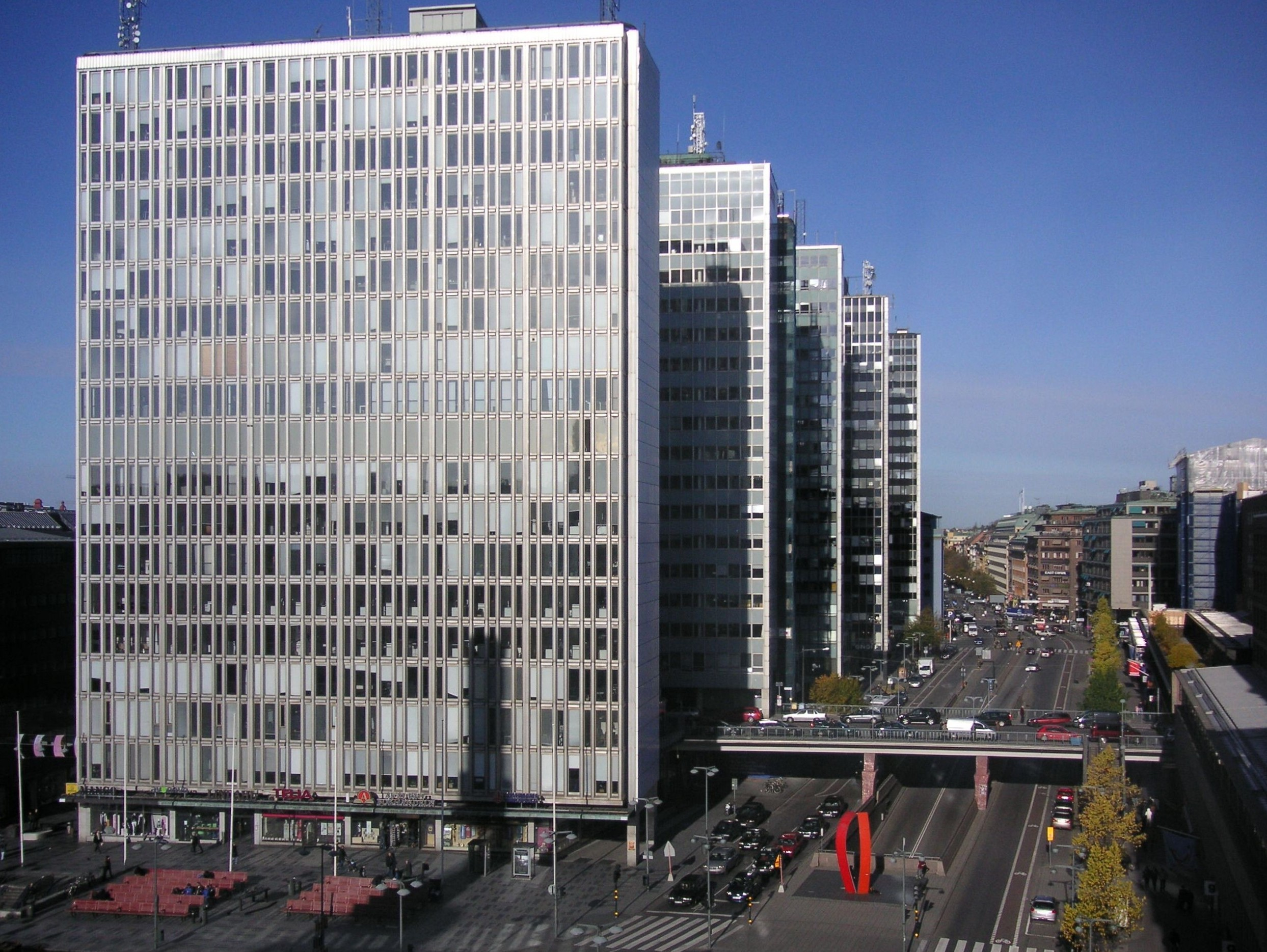
Trung tâm thành phố Stockholm sau thập niên 1960.

Stockholm trở thành một thành phố hiện đại, phát triển về công nghệ, đa sắc tộc trong nửa sau của thế kỷ 20. Nhiều tòa nhà cổ bị rỡ bỏ trong kỷ nguyên kiến trúc Hiện đại, bao gồm nhiều phần lớn của quận cổ Klara, và được thay thế với kiến trúc hiện đại. Tuy nhiên, nhiều phần khác của Stockholm (ví dụ như Gamla stan, Södermalm, Östermalm, Kungsholmen và Vasastan), nhiều nhà và đường "cổ" xây trước phong trào kiến trúc Hiện đại và chức năng bắt đầu tại Thụy Điển (khoảng 1930–1935) vẫn tồn tại trong kỷ nguyên phá hủy này. Trong suốt thế kỷ, nhiều ngành công nghiệp đã chuyển từ hoạt động thâm dụng sang các lĩnh vực công nghệ cao và dịch vụ nhiều hơn.
Hiện nay, vùng đô thị Stockholm là một trong những vùng phát triển nhanh nhất châu Âu, và dân số của nó được dự đoán đạt 2,5 người năm 2024. 
Do kết quả của sự tăng trưởng dân số khổng lồ này, đã có dự án xây dựng tòa nhà cao tầng dày đặc ở trung tâm thành phố kết nối bằng lối đi bộ cao tầng được đưa ra.

## Địa lý

### Vị trí
Stockholm nằm ở bờ đông tại phía nam miền trung Thụy Điển, nơi có hồ nước ngọt Mälaren — hồ lớn thứ ba của Thụy Điển — chảy ra Biển Baltic. Trung tâm thành phố bao gồm mười bốn hòn đảo tại quần đảo Stockholm. Trung tâm về mặt địa lý của thành phố nằm trên mặt nước, tại vịnh Riddarfjärden. Hơn 30% diện tích thành phố là đường nước và 30% khác là công viên và không gian xanh.
Nằm tại phần cuối phía đông của vùng đất thấp Trung Thụy Điển, vị trí của thành phố phản ảnh định hướng thương mại từ xa xưa của Thụy Điển với vùng Baltic.
Quần xã sinh vật Stockholm thuộc về nhóm Rừng Rụng lá ôn hòa, điều này nghĩa là khí hậu rất giống với vùng biển phía đông bắc của Hoa Kỳ và vùng biển Nova Scotia tại Canada. Nhiệt độ trung bình hàng năm là 10 °C (50 °F). Lượng mưa trung bình từ 30 đến 60 inch một năm. Rừng Rụng lá có bốn mùa rõ rệt, xuân, hạ, thu và đông. Vào mùa thu lá thay đổi màu sắc. Trong những tháng mùa đông lá cây rụng.
Đối với thông tin về các khu tự quản khác ở khu vực Stockholm, xem các bài viết sau. Bắc Stockholm: Järfälla, Solna, Täby, Sollentuna, Lidingö, Upplands Väsby, Österåker, Sigtuna, Sundbyberg, Danderyd, Vallentuna, Ekerö, Upplands-Bro, Vaxholm, và Norrtälje. Nam Stockholm: Huddinge, Nacka, Botkyrka, Haninge, Tyresö, Värmdö, Södertälje, Salem, Nykvarn và Nynäshamn.

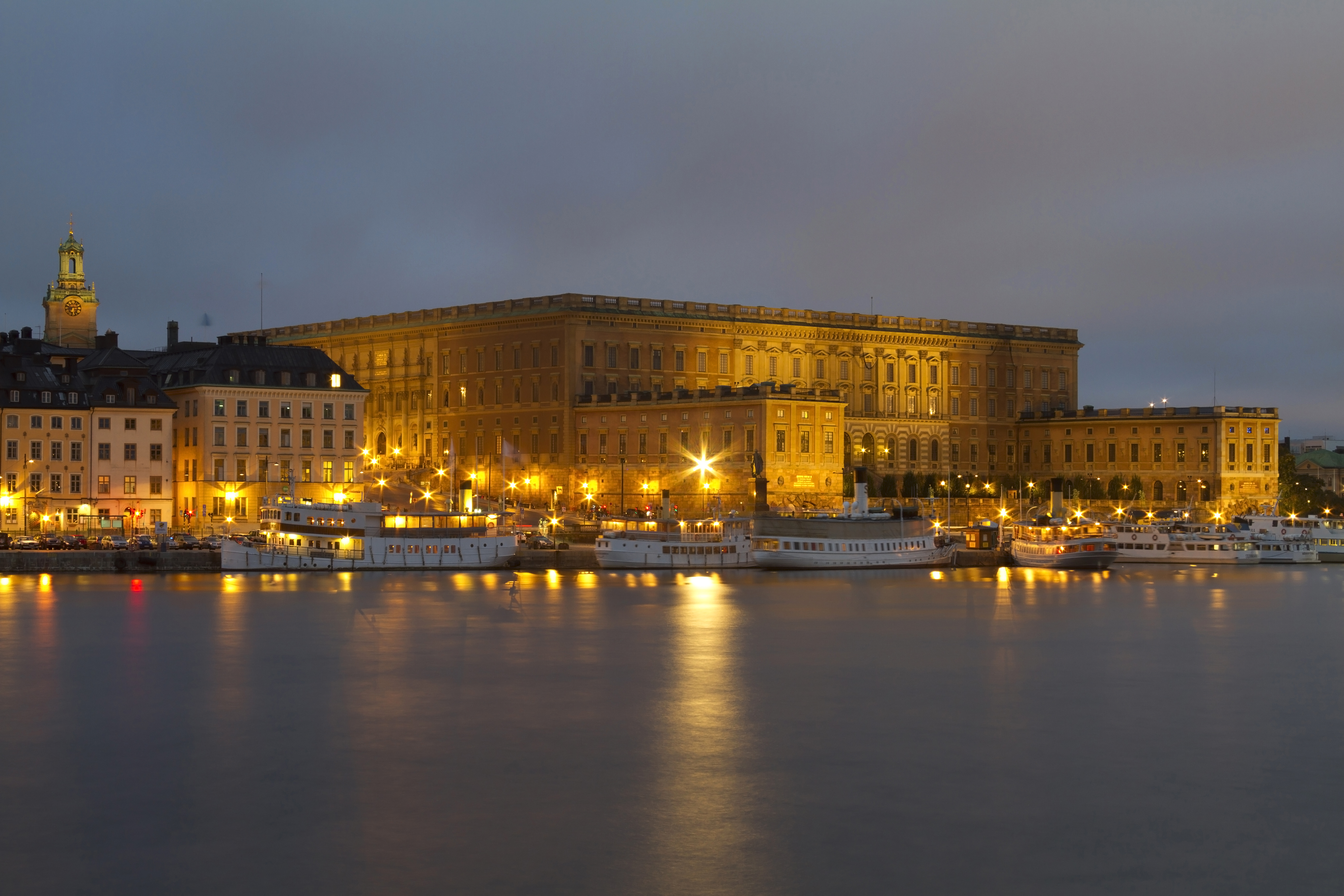
Cung điện Stockholm

### Khu tự quản Stockholm
Khu tự quản Stockholm là một đơn vị hành chính được xác định bởi ranh giới địa lý. Tên bán chính thức được tử dụng của khu tự quản là Thành phố Stockholm (Stockholms stad trong tiếng Thụy Điển). Là một khu tự quản, Thành phố Stockholm được chia thành các hội đồng phụ trách các quận, họ chịu trách nhiệm về trường tiểu học, các dịch vụ xã hội, giải trí và văn hóa trong từng khu vực. Khu tự quản thường được mô tả bằng ba phần chính: Innerstaden (Trung tâm thành phố Stockholm), Söderort (Nam Stockholm) và Västerort (Tây Stockholm). Các quận của ba khu bao gồm:
Trung tâm thành phố Stockholm
- Kungsholmen
- Norrmalm
- Södermalm
- Östermalm

Söderort
- Enskede-Årsta-Vantör
- Farsta
- Hägersten-Liljeholmen
- Skarpnäck
- Skärholmen
- Älvsjö

Västerort
- Bromma
- Hässelby-Vällingby
- Rinkeby-Kista
- Spånga-Tensta

Trung tâm hiện đại Norrmalm (tập trung xung quanh quảng trường thành phố Sergels torg) là khu vực mua sắm lớn nhất tại Thụy Điển. Đây là khu vực trung tâm nhất của Stockholm về kinh doanh và mua sắm.

### Khí hậu
Stockholm, với nhiệt độ trung bình tháng 2 là −1,7 °C (28,9 °F), có khí hậu lục địa ẩm (Köppen Dfb) trong hầu hết các khoảng tham chiếu gần đây, nó có thể được phân loại là khí hậu đại dương (Köppen Cfb) nếu đường đẳng nhiệt −3 °C (27 °F) được sử dụng. Do thành phố có vĩ độ bắc cao, thời gian chiếu sáng ban ngày thay đổi rõ rệt từ 18 giờ vào giữa mùa hè, đến chỉ 6 giờ vào cuối tháng 12. Stockholm có thời tiết khá dịu so với những địa điểm khác tại cùng vĩ độ, hoặc kể cả xa hơn về phía nam. Với trung bình hơn 1800 giờ ánh nắng một chút mỗi năm, đây là một trong những thành phố nắng nhất Bắc Âu, nhận được nhiều ánh nắng hơn Paris, Luân Đôn và một số thành phố lớn khác ở châu Âu với vĩ độ xa hơn về phía nam. Do sự cải thiện gần đây của khí hậu nó nên được phân loại là khí hậu đại dương lạnh với ảnh hưởng lớn từ lục địa nếu đường đẳng nhiệt −3 °C (27 °F) được sử dụng. Bởi vì đảo nhiệt đô thị và gió chủ đạo di chuyển trên đất liền thay vì trên biển trong những tháng hè, Stockholm có mùa hè ấm nhất trong các nước Bắc Âu.
Dù có khí hậu ôn hòa, Stockholm có vị trí xa hơn về phía bắc so với một sống phần của Canada phía trên đường giới hạn cây gỗ Bắc Cực tại mực nước biển.
Nhiệt độ cao trung bình ban ngày mùa hè là 20–25 °C (68–77 °F) và thấp là khoảng 13 °C (55 °F), nhưng vào một số ngày nhiệt độ có thể lên tới 30 °C (86 °F). Những ngày nhiệt độ trên 30 °C (86 °F) diễn ra trung bình 1,55 ngày mỗi năm (1992–2011). Những ngày từ 25 °C (77 °F) đến 30 °C (86 °F) khá phổ biến đặc biệt vào tháng 7 và tháng 8. Buổi đêm hiếm khi trên 20 °C (68 °F), và đêm hè nắng thường khoảng 17 đến 18 °C (63 đến 64 °F). Mùa đông thường mang tới thời tiết nhiều mây với lượng giáng thủy lớn nhất vào tháng 12 và tháng 1 (dưới dạng mưa hoặc tuyết). Nhiệt độ trung bình mùa đông là khoảng −3 đến −1 °C (27 đến 30 °F), và đôi khi hạ xuống −20 °C (−4 °F). Mùa xuân và mùa thu nhiệt độ thường lạnh đến ôn hòa.
Bảng khí hậu dưới đây hiển thị dữ liệu từ năm 1981 đến năm 2010 mặc kỳ khoảng thời gian tham chiếu Köppen chính thức là 1961–1990. Theo các đo đạc đang diễn ra, nhiệt độ đã tăng lên trong những năm 1991–2009 so với những năm trước đó. Sự ấm lên được tạo ra nhiều nhất trong những tháng mùa đông, với nhiệt độ tăng lên hơn 2,0 °C (3,6 °F) vào tháng 1. Theo đô đạc năm 2002–2014 một số sự tăng nhiệt độ nữa cũng được đo, mặc dù một số tháng như tháng 6 khá ổn định.
Nhiệt độ cao kỷ lục tại Stockholm là 36 °C (97 °F) vào ngày 3 tháng 7 năm 1811; nhiệt độ thấp kỷ lục là −32 °C (−26 °F) vào ngày 20 tháng 1 năm 1814. Nhiệt độ chưa xuống dưới −25,1 °C (−13,2 °F) kể từ ngày 10 tháng 1 năm 1987.
Giáng thủy hàng năm là 539 mm (21,2 in) với khoảng 170 ngày ẩm ướt và có mưa nhỏ đến vừa suốt năm. Tuyết rơi xảy ra chủ yếu từ tháng 12 đến tháng 3. Đôi khi có thể có tuyết rơi vào cuối tháng 10 cũng như trong tháng 4.
Tại Stockholm, đôi khi có thể nhìn thấy cực quang.
| Dữ liệu khí hậu của Stockholm, 1981–2010 (Giáng thủy và Giờ nắng 1961–1990, Cực trị 1756–hiện nay) | Dữ liệu khí hậu của Stockholm, 1981–2010 (Giáng thủy và Giờ nắng 1961–1990, Cực trị 1756–hiện nay) | Dữ liệu khí hậu của Stockholm, 1981–2010 (Giáng thủy và Giờ nắng 1961–1990, Cực trị 1756–hiện nay) | Dữ liệu khí hậu của Stockholm, 1981–2010 (Giáng thủy và Giờ nắng 1961–1990, Cực trị 1756–hiện nay) | Dữ liệu khí hậu của Stockholm, 1981–2010 (Giáng thủy và Giờ nắng 1961–1990, Cực trị 1756–hiện nay) | Dữ liệu khí hậu của Stockholm, 1981–2010 (Giáng thủy và Giờ nắng 1961–1990, Cực trị 1756–hiện nay) | Dữ liệu khí hậu của Stockholm, 1981–2010 (Giáng thủy và Giờ nắng 1961–1990, Cực trị 1756–hiện nay) | Dữ liệu khí hậu của Stockholm, 1981–2010 (Giáng thủy và Giờ nắng 1961–1990, Cực trị 1756–hiện nay) | Dữ liệu khí hậu của Stockholm, 1981–2010 (Giáng thủy và Giờ nắng 1961–1990, Cực trị 1756–hiện nay) | Dữ liệu khí hậu của Stockholm, 1981–2010 (Giáng thủy và Giờ nắng 1961–1990, Cực trị 1756–hiện nay) | Dữ liệu khí hậu của Stockholm, 1981–2010 (Giáng thủy và Giờ nắng 1961–1990, Cực trị 1756–hiện nay) | Dữ liệu khí hậu của Stockholm, 1981–2010 (Giáng thủy và Giờ nắng 1961–1990, Cực trị 1756–hiện nay) | Dữ liệu khí hậu của Stockholm, 1981–2010 (Giáng thủy và Giờ nắng 1961–1990, Cực trị 1756–hiện nay) | Dữ liệu khí hậu của Stockholm, 1981–2010 (Giáng thủy và Giờ nắng 1961–1990, Cực trị 1756–hiện nay) |
| Tháng                                                                                              | 1                                                                                                  | 2                                                                                                  | 3                                                                                                  | 4                                                                                                  | 5                                                                                                  | 6                                                                                                  | 7                                                                                                  | 8                                                                                                  | 9                                                                                                  | 10                                                                                                 | 11                                                                                                 | 12                                                                                                 | Năm                                                                                                |
| -------------------------------------------------------------------------------------------------- | -------------------------------------------------------------------------------------------------- | -------------------------------------------------------------------------------------------------- | -------------------------------------------------------------------------------------------------- | -------------------------------------------------------------------------------------------------- | -------------------------------------------------------------------------------------------------- | -------------------------------------------------------------------------------------------------- | -------------------------------------------------------------------------------------------------- | -------------------------------------------------------------------------------------------------- | -------------------------------------------------------------------------------------------------- | -------------------------------------------------------------------------------------------------- | -------------------------------------------------------------------------------------------------- | -------------------------------------------------------------------------------------------------- | -------------------------------------------------------------------------------------------------- |
| Lượng Giáng thủy trung bình mm (inches)                                                            | 39 (1.5)                                                                                           | 27 (1.1)                                                                                           | 29 (1.1)                                                                                           | 29 (1.1)                                                                                           | 32 (1.3)                                                                                           | 55 (2.2)                                                                                           | 65 (2.6)                                                                                           | 59 (2.3)                                                                                           | 52 (2.0)                                                                                           | 49 (1.9)                                                                                           | 47 (1.9)                                                                                           | 45 (1.8)                                                                                           | 531 (20.9)                                                                                         |
| Số ngày giáng thủy trung bình (≥ 1,0 mm)                                                           | 9                                                                                                  | 7                                                                                                  | 7                                                                                                  | 6                                                                                                  | 6                                                                                                  | 9                                                                                                  | 9                                                                                                  | 9                                                                                                  | 8                                                                                                  | 9                                                                                                  | 10                                                                                                 | 10                                                                                                 | 100                                                                                                |
| Số giờ nắng trung bình tháng                                                                       | 40                                                                                                 | 72                                                                                                 | 135                                                                                                | 185                                                                                                | 276                                                                                                | 292                                                                                                | 260                                                                                                | 221                                                                                                | 154                                                                                                | 99                                                                                                 | 54                                                                                                 | 33                                                                                                 | 1.821                                                                                              |
| Nguồn 1: Météo Climat                                                                              | | | | | | | | | | | | | |
| Nguồn 2: SMHI                                                                                      | | | | | | | | | | | | | |

### Giờ ánh sáng ban ngày
Vị trí ngay phía nam vĩ tuyến thứ 60 của Stockholm nghĩa là số giờ có ánh sáng ban ngày tương đối nhỏ vào mùa đông — khoảng 6 tiếng, trong thời kỳ tháng 6 và nửa đầu tháng bảy, ban đêm tương đối ngắn, với 18 giờ ánh sáng ban ngày. Thời gian khoảng hạ chí mặt trời không bao giờ xuống quá 7,3 độ so với chân trời. Điều này khiến bầu trời có một màu xanh sáng vào mùa hè một khi mặt trời đã lặn, bởi vì nó không bao giờ tối hơn chạng vạng hàng hải. Và khi nhìn lên thiên đỉnh, có thể nhìn thấy một số ngôi sao khi mặt trời đã lặn. Nhưng nó không giống với mặt trời lúc nửa đêm, hiện tượng xảy ra ở phía bắc của Vòng Bắc cực, khoảng 7 độ xa hơn về phía bắc 7.

## Chính quyền thành phố

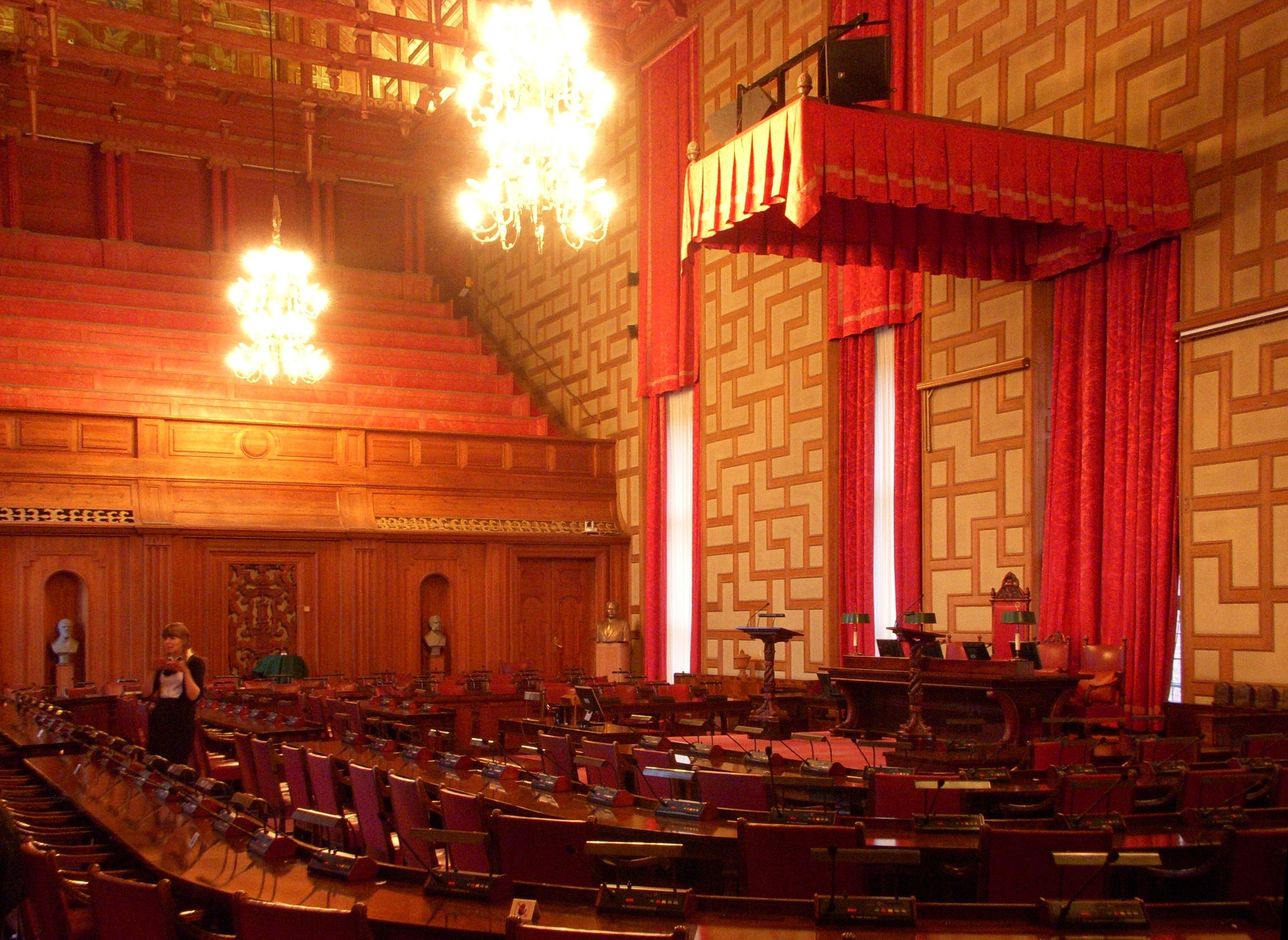
Phòng hội đồng thành phố (Rådssalen), bên trong tòa thị chính Stockholm.

Hội đồng thành phố Stockholm (tiếng Thụy Điển: Stockholms kommunfullmäktige) là tên của chính quyền địa phương. Hội đồng gồm 101 thành viên được bầu chọn đồng thời với bầu cử thông thường, được tổ chức cùng thời điểm với bầu cử vào Riksdag và hội đồng hạt. Hội đồng triệu tập hai lần mỗi tháng tại Tòa thị chính Stockholm, và các cuộc họp được mở cho công chúng biết. Những vấn đề mà hội đồng quyết định nói chung đã được soạn thảo và thảo luận bởi các ban và ủy ban khác nhau. Một khi các quyết định được đưa ra để thực hiện thực tế, nhân viên của chính quyền Thành phố và các công ty sẽ đảm nhiệm.
Thành viên nhóm được đa số phiếu bầu gồm có một Thị trưởng và tám Phó thị trưởng. Thị trưởng và mỗi Phó thị trưởng là người đứng đầu một cục, chịu trách nhiệm về một lĩnh vực riêng biệt, ví dụ như Quy hoạch thành phố. Nhóm đối lập cũng có bốn Phó thị trưởng, nhưng họ không có quyền hành pháp. Thị trưởng và 12 Phó Thị trưởng tạo thành Hội đồng Thị trưởng, và họ chuẩn bị các vấn đề cho Ban Điều hành Thành phố. Thị trưởng giữ vị trí đặc biệt, điều hành cả Hội đồng thị trưởng và Ban Điều hành Thành phố.
Ban Điều hành Thành phố (tiếng Thụy Điển: Kommunstyrelsen) được Hội đồng Thành phố bầu ra và có thể được coi là tương đương với nội các. Ban Điều hành Thành phố đưa ra một ý kiến về mọi vấn đề được quyết định bởi Hội đồng và chịu trách nhiệm tổng thể về việc theo dõi, đánh giá và thi hành các quyết định của mình. Ban Điều hành cũng chịu trách nhiệm quản lý tài chính và phát triển dài hạn. Ban Chấp hành Thành phố bao gồm 13 thành viên, đại diện cho phe đa số và phe đối lập. Các cuộc họp của nó không mở cửa cho công chúng..
Sau Bầu cử thành phố Stockholm 2014, đa số ghế trong hội đồng thành phố hiện nay được giữ bởi cánh tả và Thị trưởng Stockholm (tiếng Thụy Điển: Finansborgarråd) là Karin Wanngård từ Đảng Dân chủ Xã hội. Bên cạnh 8 đảng chính trị được đại diện trên mức độ quốc gia tại Riksdag, Đảng Sáng kiến Phụ nữ cũng sử hữu một số ghế trong hội đồng thành phố và là một phần trong hội đồng nắm quyền chủ chốt.

## Kinh tế

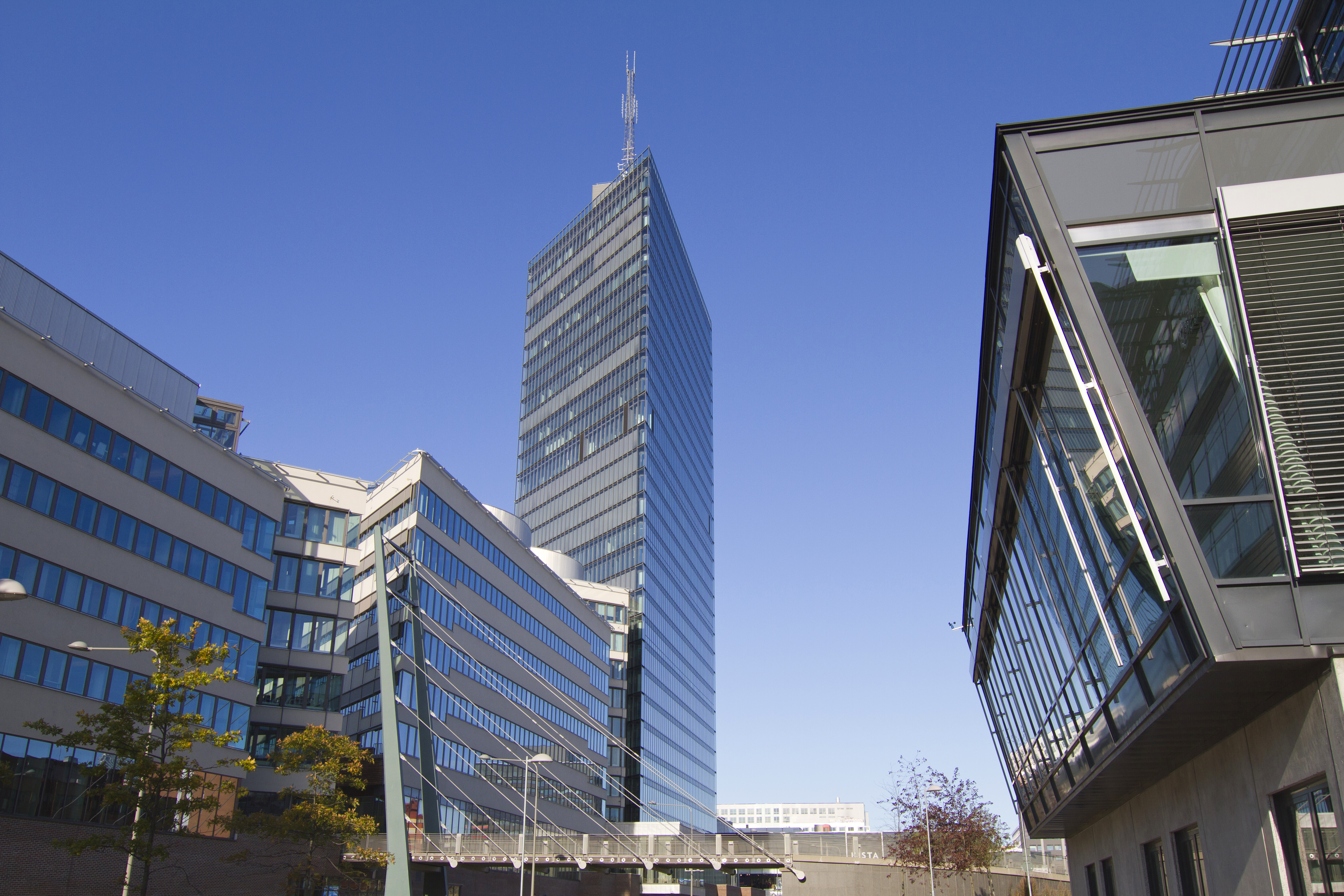
Văn phòng tại Kista

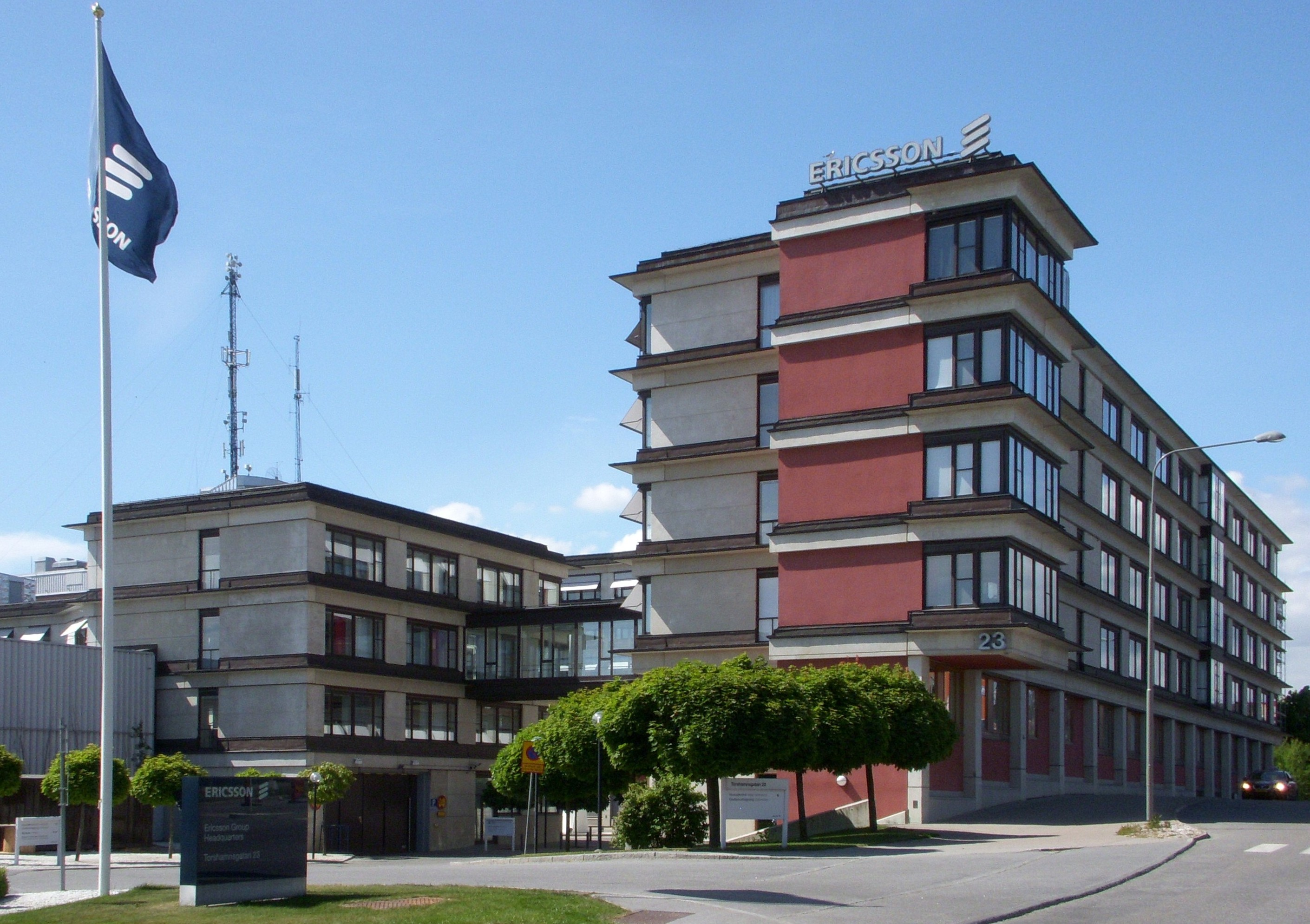
Trụ sở của Ericsson

Phần lớn cư dân Stockholm làm việc trong ngành công nghiệp dịch vụ, chiếm 85% công việc tại Stockholm. Việc gần như hoàn toàn không có ngành công nghiệp nặng (và nhà máy năng lượng nhiên liệu hóa thạch) giúp Stockholm trở thành một trong những đô thị lớn sạch nhất thế giới. Thập kỷ trước đã chứng kiến một lượng đáng kể những công việc được tạo ra từ các công ty công nghệ cao. Các nhà tuyển dụng lớn bao gồm IBM, Ericsson, và Electrolux. Có một trung tâm công nghệ thông tin lớn nằm ở Kista, phía bắc Stockholm.
Stockholm là trung tâm tài chính của Thụy Điển. Các ngân hàng Thụy Điển chủ chốt như Nordea, Swedbank, Handelsbanken, và Skandinaviska Enskilda Banken có trụ sở tại Stockholm, cũng như các công ty bảo hiểm lớn gồm Skandia, Folksam và Trygg-Hansa. Stockholm có cũng sàn giao dịch chứng khoán đầu tiên của Thụy Điển, sàn giao dịch chứng khoán Stockholm (Stockholmsbörsen). Ngoài ra, khoảng 45% công ty Thụy Điển với nhiều hơn 200 nhân viên có trụ sở tại Stockholm. Nhà bán lẻ quần áo nổi tiếng H&M cũng có trụ sở tại thành phố này. Trong những năm gần đây, du lịch đã đóng vai trò quan trọng trong nền kinh tế của thành phố. Hạt Stockholm được xếp hạng là điểm đến du khách lớn thứ 10 ở châu Âu, với hơn 10 triệu lượt ở lại qua đêm qua mỗi năm. Trong số 44 thành phố châu Âu, Stockholm có mức tăng trưởng cao thứ 6 về số đêm khách ở lại trong giai đoạn 2004-2008.
Các công ty lớn nhất theo số lượng nhân viên:
- Ericsson — 8.430
- Posten AB (dịch vụ bưu chính quốc gia) — 4.710
- Skandinaviska Enskilda Banken (SEB) — 4.240
- Swedbank — 3.610
- Södersjukhuset (Bệnh viện phía Nam) — 3.610
- MTR Stockholm (Nhà vận hành tàu điện ngầm Stockholm) — 3.000
- Nordea — 2.820
- Handelsbanken — 2.800
- IBM Svenska — 2.640
- Capgemini — 2.500
- Securitas AB — 2.360
- Vận tải Veolia — 2.300
- ISS Facility Services — 2.000
- Sveriges Television (truyền hình công cộng) — 1.880
- Nobina Sverige AB — 1.873 (2012)
- Sodexo — 1.580

## Mạng lưới sợi quang
Năm 1994 công ty Stokab thuộc sở hữu của thành phố bắt đầu xây một mạng lưới sợi quang khắp khu tự quản như một sân chơi bình đẳng cho tất cả các nhà khai thác (Thành phố Stockholm, 2011). Khoảng một thập kỷ sau, mạng lưới dài 1,2 triệu kilômét (0,7 triệu dặm) khiến nó trở thành mạng lưới sợi quang dài nhất thế giới và có hơn 90 nhà khai thác và 450 doanh nghiệp làm khách hàng. Năm 2011 là năm cuối cùng của một dự án kéo dài ba năm, đưa sợi quang tới 100% nhà ở công cộng, nghĩa là có 95.000 ngôi nhà được thêm vào. (Thành phố Stockholm, 2011)

## Văn hóa
Ngoài việc là thủ đô của Thụy Điển, Stockholm còn có nhiều cơ quan văn hóa quốc gia. Vùng Stockholm có 3 trong số những di sản văn hóa của Thụy Diển – những điểm đến được đánh giá là những nơi vô giá thuộc về toàn thể nhân loại: Cung điện Drottningholm, Skogskyrkogården (Nghĩa trang Woodland) và Birka. Năm 1998, Stockholm được sướng tên là Thủ đô Văn hóa châu Âu.

### Văn học
Các tác giả có liên quan đến Stockholm bao gồm nhà thơ và nhạc sĩ Carl Michael Bellman (1740–1795), nhà văn và tiểu thuyết gia August Strindberg (1849–1912), và tiểu thuyết gia Hjalmar Söderberg (1869–1941), Stockholm là một phần có liên quan trong công việc của họ.
Martin Beck là một thám tử cảnh sát Thụy Điển hư cấu đến từ Stockholm, nhân vật chính trong một loạt 10 tiểu thuyết của Maj Sjöwall và Per Wahlöö, có tên chung là Câu chuyện về Tội phạm, và thường có trụ sở tại Stockholm.
Các tác giả khác có di sản nổi bật ở Stockholm là Nhà văn đoạt giải Nobel Văn học Eyvind Johnson (1900-1976) và nhà thơ và nhà soạn nhạc nổi tiếng Evert Taube (1890-1976). Nhà văn Per Anders Fogelström (1917-1998) đã viết một loạt tiểu thuyết nổi tiếng miêu tả cuộc sống ở Stockholm từ giữa 18 đến giữa thế kỷ 20.

### Kiến trúc

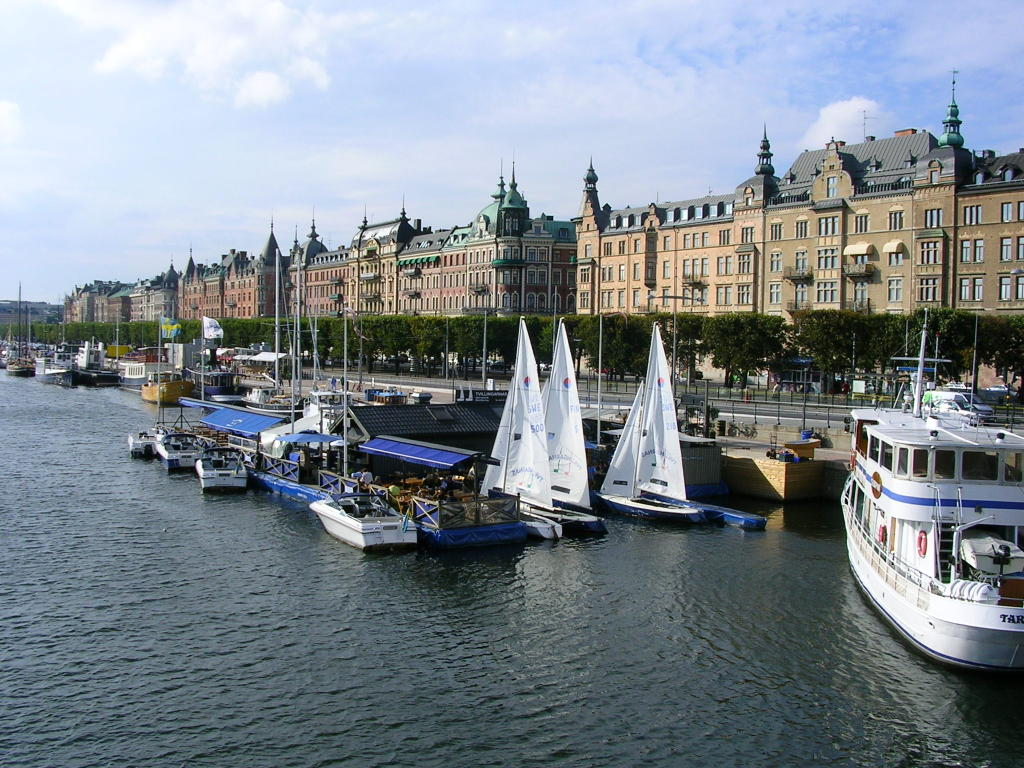
Strandvägen nhìn từ đảo Djurgården.

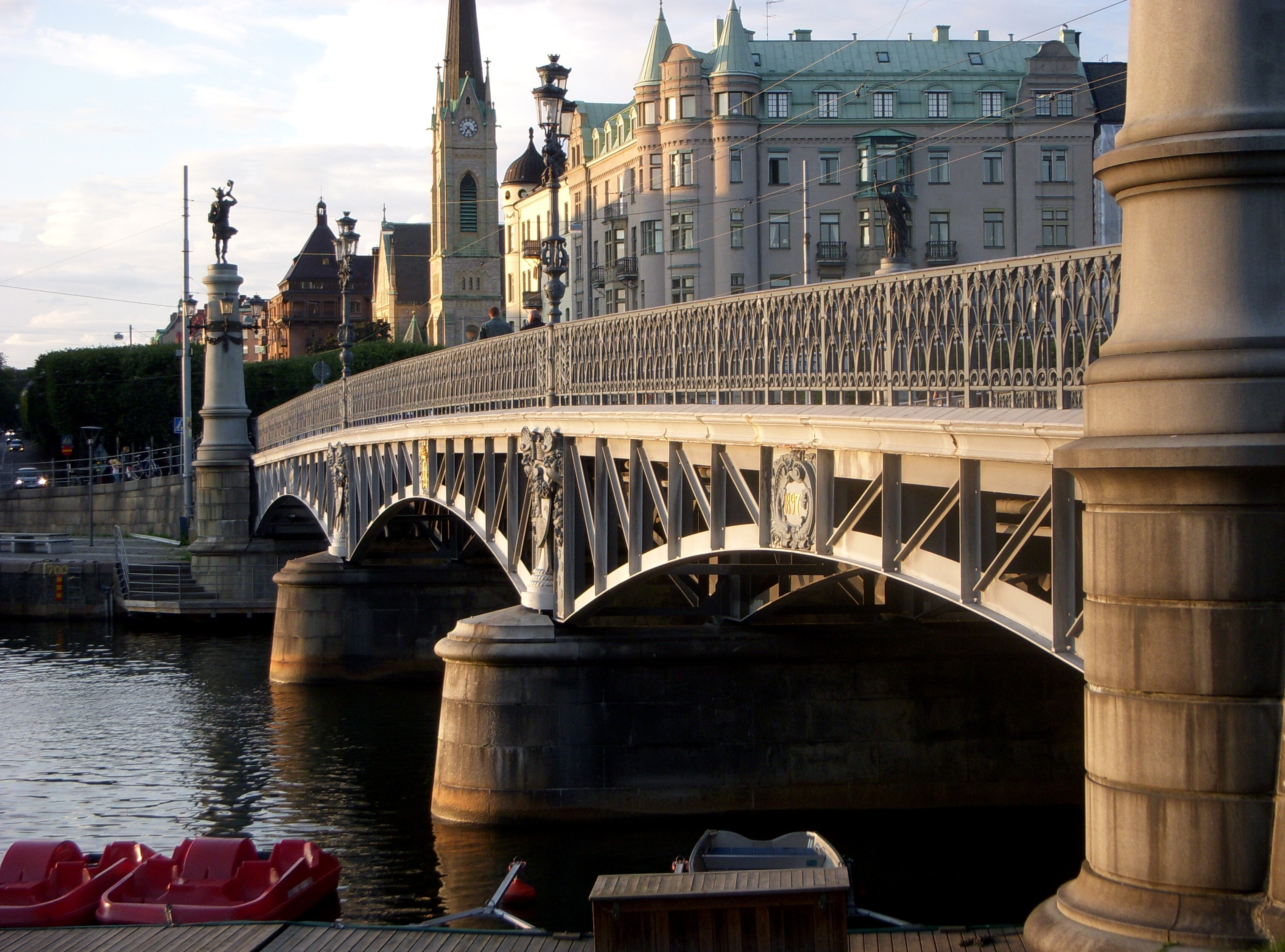
Djurgårdsbron

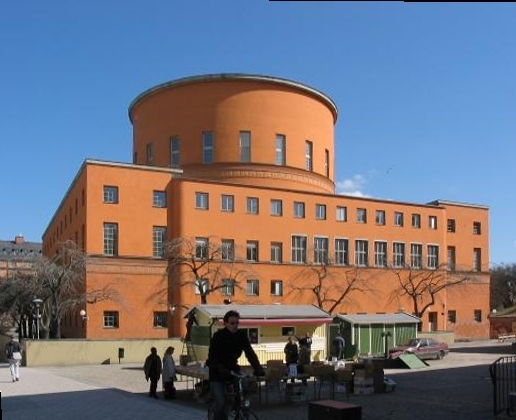
Thư viện công cộng Stockholm, được thiết kế bởi kiến trúc sư Gunnar Asplund

Phần cổ nhất của thành phố là Gamla stan (Phố cổ), nằm ở quần đảo nhỏ của khu định cư cổ nhất và vẫn có bố cục đường phố kiểu Trung Cổ. Một số tòa nhà nổi bật của Gamla Stan là nhà thờ Đức (Tyska kyrkan) và một số dinh thự và cung điện: Riddarhuset (Nhà của Quý tộc Thụy Điển), Cung điện Bonde, Cung điện Tessin và Cung điện Oxenstierna.
Tòa nhà cổ nhất tại Stockholm là Riddarholmskyrkan từ cuối thế kỷ thứ 13. Sau trận hỏa hoạn năm 1697 khi lâu đài Trung cổ nguyên bản bị phá hủy, Cung điện Stockholm được xây theo phong cách baroque. Nhà thờ lớn Storkyrkan,
ghế giám mục của Giám mục Stockholm, đứng bên cạnh lâu đài. Nó được thành lập vào thế kỷ 13 nhưng được trang trí theo phong cách baroque có niên đại từ thế kỷ 18.
Ngay từ thế kỷ 15, thành phố đã mở rộng ra ngoài biên giới ban đầu của nó. Một vài công trình tiền công nghiệp, nhỏ từ thời kỳ này vẫn có thể được tìm thấy ở Södermalm. Trong thế kỷ 19 và thời đại công nghiệp hóa Stockholm đã tăng trưởng nhanh chóng, với các kế hoạch và kiến trúc lấy cảm hứng từ các thành phố lớn của lục địa như Berlin và Viên. Các công trình đáng chú ý của thời kỳ này bao gồm các tòa nhà công cộng như Nhà hát opera hoàng gia Thụy Điển và các sự phát triển của tư nhân như các nhà ở sang trọng trên Strandvägen.
Trong thế kỷ 20, một thúc đẩy theo chủ nghĩa dân tộc đã đưa đến một phong cách mới được lấy cảm hứng từ nền tảng trung cổ và phục hưng cũng như ảnh hưởng từ phong cách Jugend/Art Nouveau. một địa danh chủ chốt của Stockholm, Tòa thị chính Stockholm, được xây dựng từ năm 1911 đến năm 1923 bởi kiến trúc sư Ragnar Östberg. Những công trình nổi bật trong thời gian này là Thư viện Công cộng Stockholm và di sản văn hóa Skogskyrkogården.

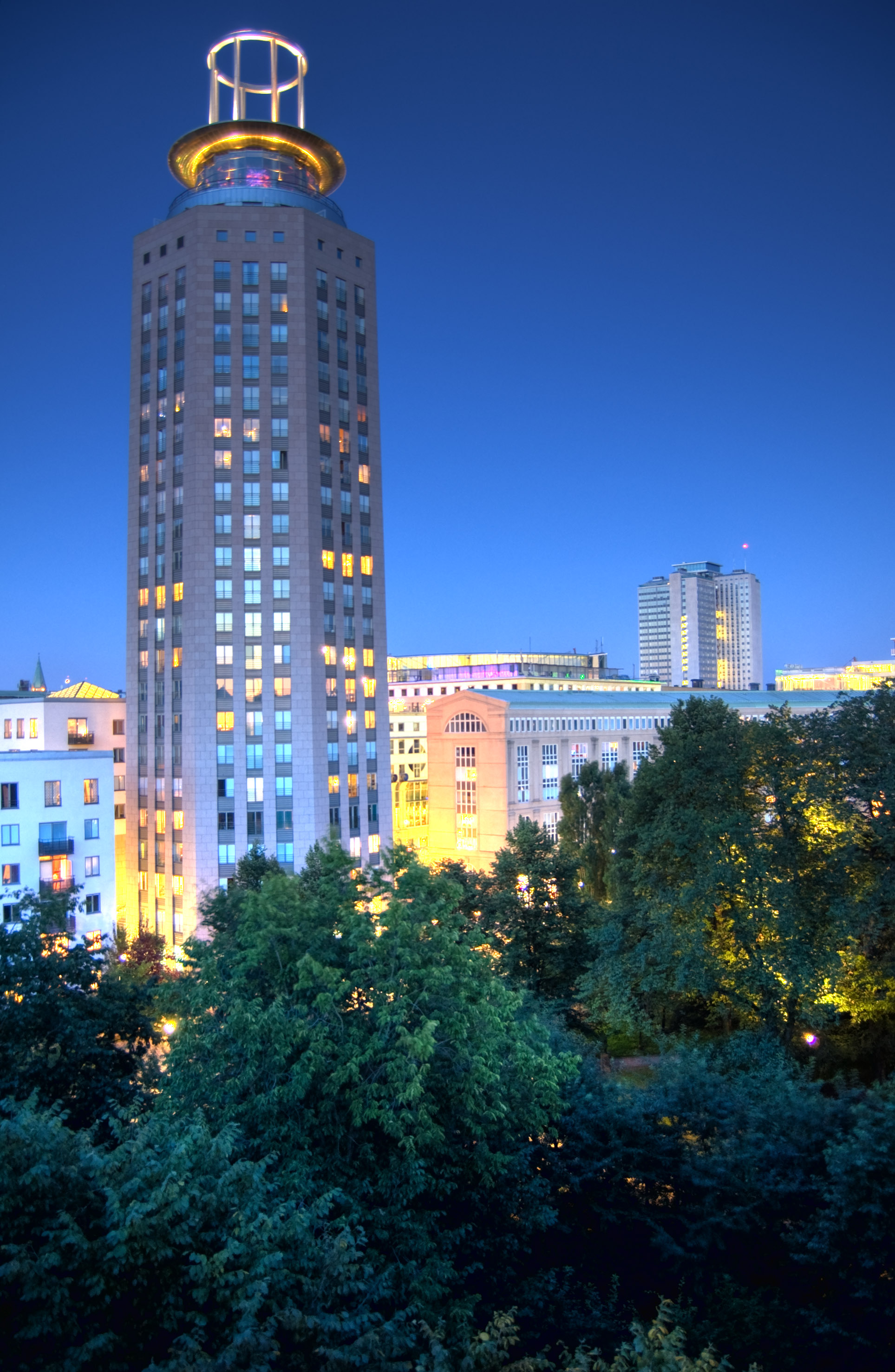
Söder Torn, một tòa nhà cao 86 m tại Södermalm.

Trong thập niên 1930 chủ nghĩa hiện đại đặc chưng cho sự phát triển của thành phố. Các khu dân cư mới nổi lên ví dụ như Gärdet hay sự phát triển công nghiệp cũng thêm vào sự phát triển này, ví dụ như công nghiệp sản xuất KF ở Kvarnholmen nằm ở khu tự quản Nacka.

### Bảo tàng

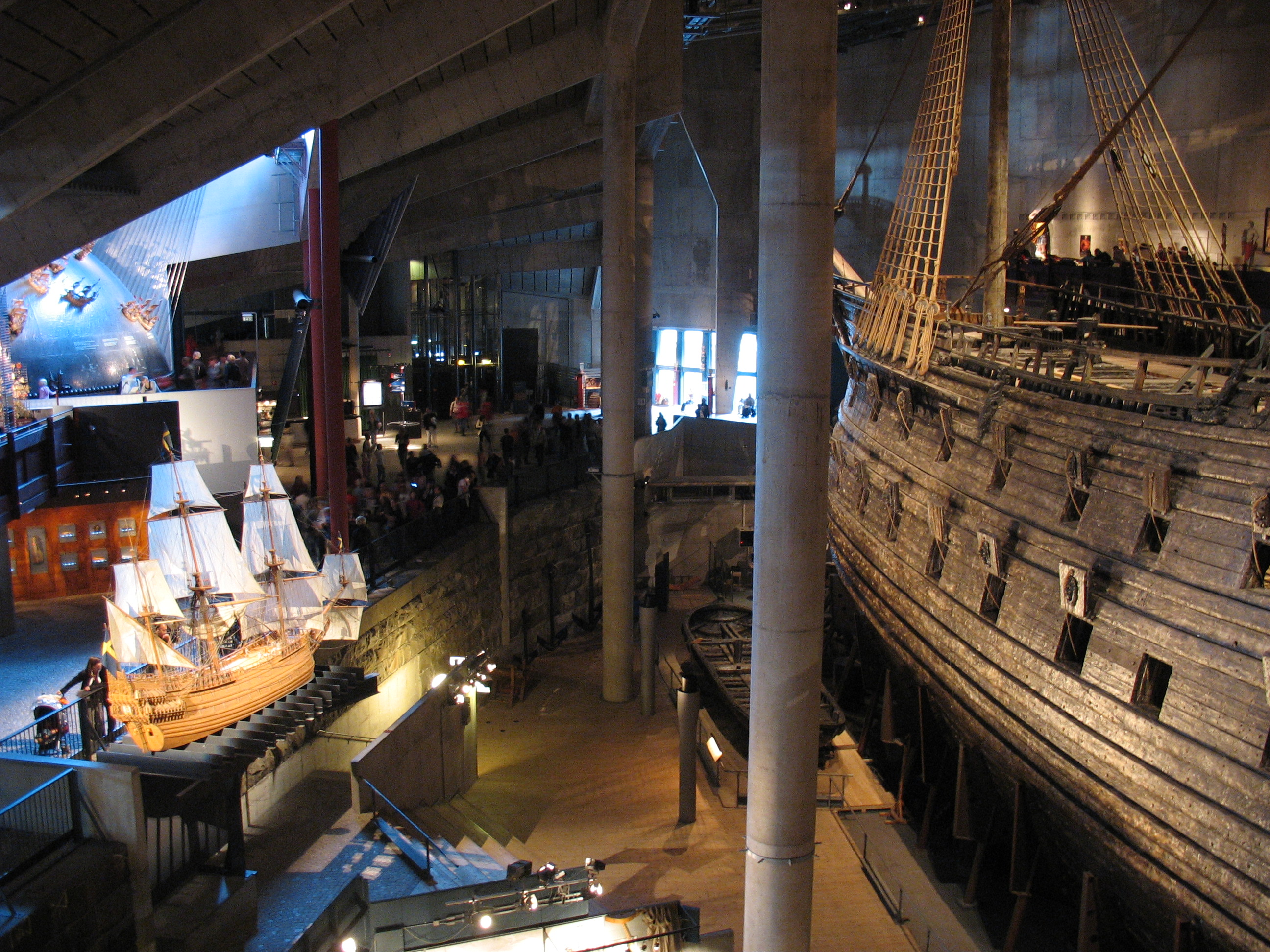
Sảnh chính của Bảo tàng Vasa với một mô hình của Vasa như là khi nó ra khơi lần đầu ở bên trái và bản thật ở bên phải

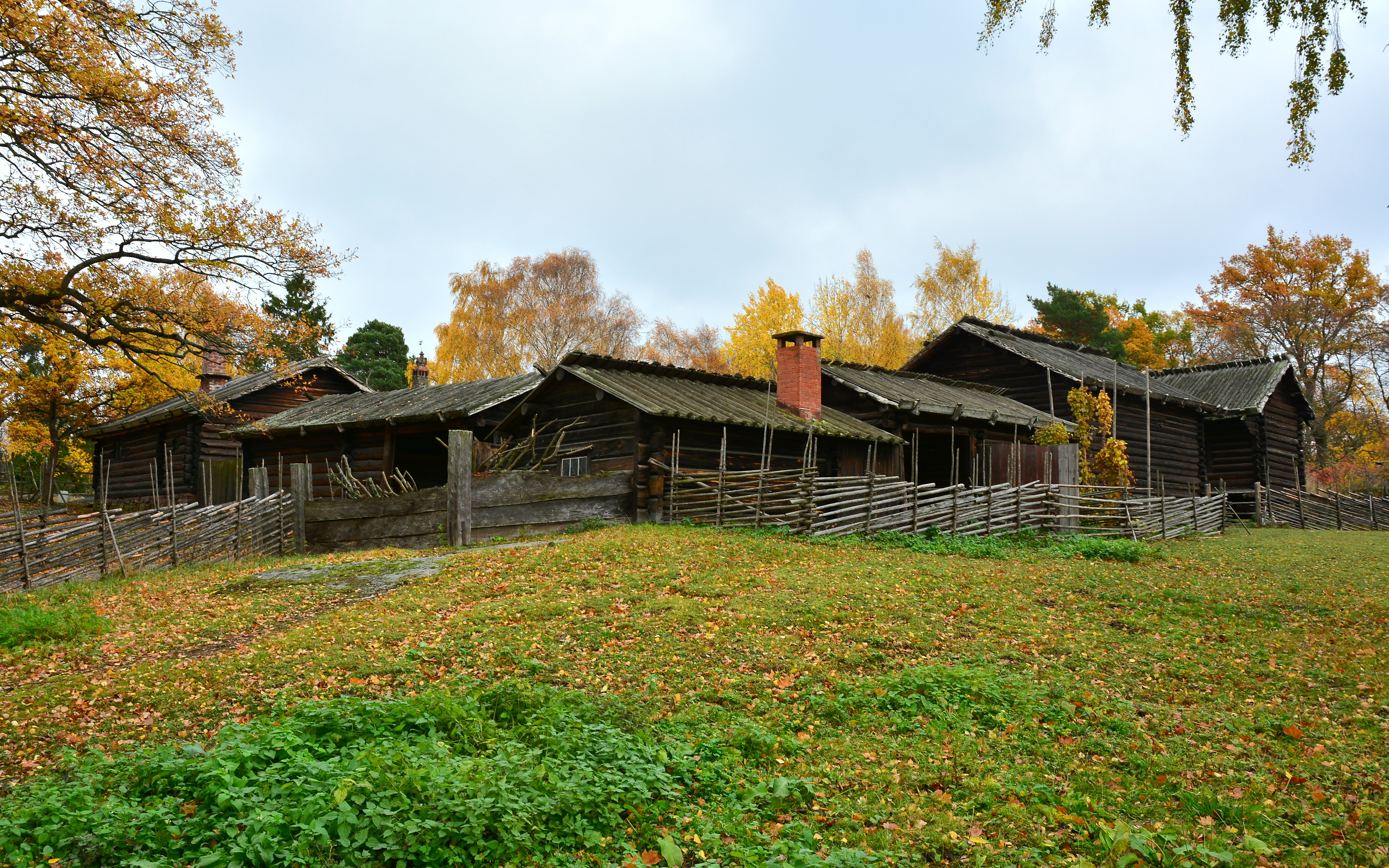
Moragården, một trong nhiều ấp cổ tại bảo tàng ngoài trời Skansen.

Stockholm là một trong những thành phố nhiều bảo tàng nhất thế giới với khoảng 100 bảo tàng, được ghé thăm bởi hàng triệu người mỗi năm.
Bảo tàng Vasa (tiếng Thụy Điển: Vasamuseet) là một bảo tàng hàng hải tại Djurgården chỉ trưng bày duy nhất một chiếc tàu thế kỷ 17 gần như còn nguyên vẹn đã được vớt lên, chiếc tàu Vasa 64 súng này chìm trong chuyến ra khơi đầu tiên của nó năm 1628.
Nationalmuseum có một sưu tập lớn nhất về nghệ thuật trong quốc gia: 16.000 bức tranh và 30.000 đồ thủ công mỹ nghệ. Bộ sưu tập này bắt nguồn từ thời của Gustav Vasa trong thế kỷ 16, và từ đó nó được mở rộng với các tác phẩm của các nghệ sĩ như Rembrandt, và Antoine Watteau, cũng như tạo thành một một phần chính của di sản nghệ thuật của Thụy Điển, được thể hiện trong các tác phẩm của Alexander Roslin, Anders Zorn, Johan Tobias Sergel, Carl Larsson, Carl Fredrik Hill và Ernst Josephson.
Moderna Museet (Bảo tàng Nghệ thuật Hiện đại) là Bảo tàng quốc gia của Thụy Điển về nghệ thuật hiện đại. Nó có tác phẩm của các nghệ sỹ hiện đại nổi tiếng như Picasso và Salvador Dalí.
Skansen là sự kết hợp của bảo tàng ngoài trời và sở thú, nằm trên đảo Djurgården. Nó được thành lập năm 1891 bởi Artur Hazelius (1833–1901) để thể hiện lối sống ở nhiều vùng của Thụy Điển trước thời kỳ công nghiệp the industrial era.
Các bảo tàng nổi bật khác (theo thứ tự bảng chữ cái):
- ABBA: The Museum, một triển lãm tương tác về nhóm nhạc pop ABBA
- Bảo tàng Bắc Âu, dành riêng cho lịch sử văn hoá và dân tộc học của Thụy Điển
- Fotografiska, bảo tàng nhiếp ảnh
- Livrustkammaren, kho vũ khí hoàng gia, nằm ở Cung điện Stockholm
- Bảo tàng Nobel, dành cho Giải Nobel, người đoạt giải Nobel, và người thành lập giải, Alfred Nobel (1833–1896)
- Royal Coin Cabinet, dành riêng cho lịch sử tiền tệ và lịch sử kinh tế nói chung
- Bảo tàng Thành phố Stockholm
- Bảo tàng Lịch sử Tự nhiên Thụy Điển

### Phòng tranh
Stockholm có một khung cảnh nghệ thuật sôi động với một số trung tâm mỹ thuật được quốc tế công nhận và phòng trưng bày thương mại. Những tổ chức sáng tạo tư nhân khác như Bonniers Konsthall, Magasin 3, và các tổ chức được chính phủ hỗ trợ như Tensta Konsthall và Index có các nghệ sỹ quốc gia và quốc tế hàng đầu. Trong vài năm gần đây, một khu vực nhiều phòng tranh đã xuất hiện xung quanh Hudiksvallsgatan nơi có các phòng trưng bày hàng đầu như Andréhn-Schiptjenko, Brändström & Stene. Các phòng trưng bày thương mại quan trọng khác bao gồm Nordenhake, Phòng tranh Milliken và Galleri Magnus Karlsson.

### Ngoại ô
Ngoại ô Stockholm là những vùng với bối cảnh văn hóa đa dạng. Một số vùng ở phần ngoại ô phía trong, bao gồm Skärholmen, Tensta, Jordbro, Fittja, Husby, Brandbergen, Rinkeby, Rissne, Hallonbergen, Kista, Hagsätra, Hässelby, Farsta, Rågsved, Flemingsberg, và vùng ngoại ô bên ngoài Södertälje, nơi có tỷ lệ lớn người nhập cư hoặc thế hệ thứ hai của người nậhp cư. Họ đa số đến từ Trung Đông (người Assyria, người Syria, người Turk và người Kurd) và người Nam Tư cũ, nhưng cũng có những người nhập cư từ châu Phi,
Đông Nam Á và Mỹ La Tinh. Các phần khác của phần ngoại ô bên trong, như Täby, Danderyd, Lidingö, Flysta và, cũng như một số vùng ngoại ô đã được nhắc đến ở trên, có phần lớn người sắc tộc Thụy Điển.

### Nhà hát

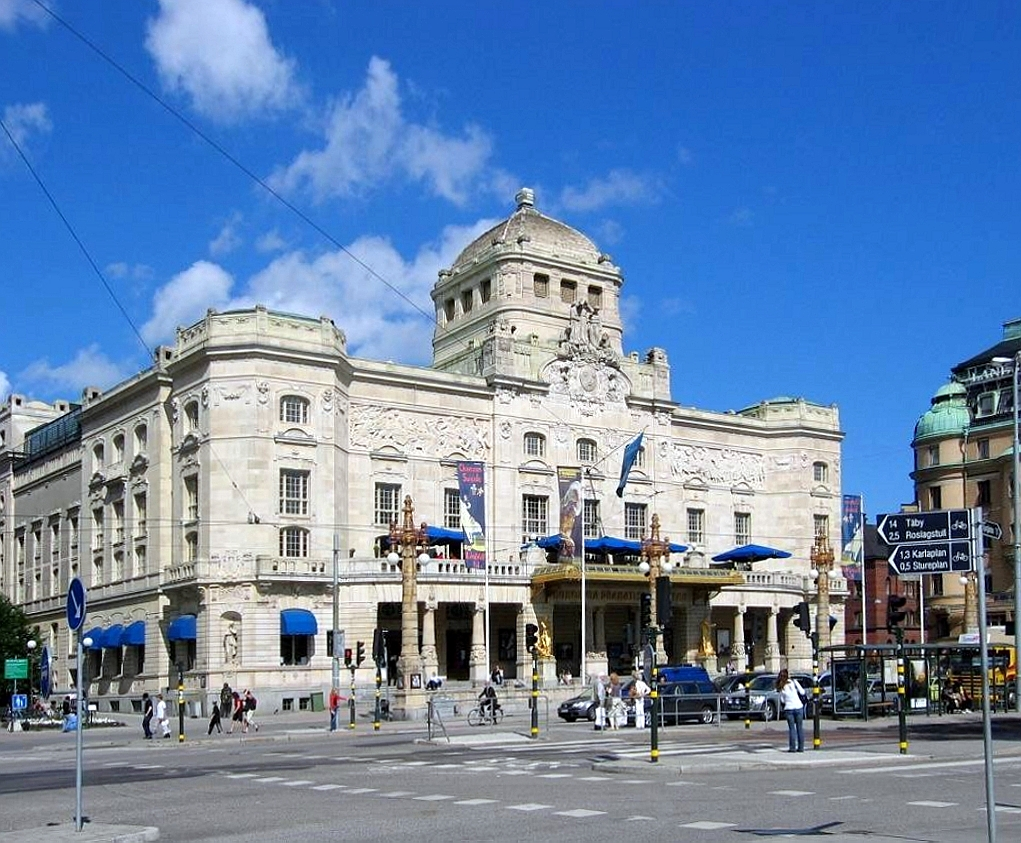
Nhà hát Kịch Hoàng gia, một trong nhiều nhà hát của Stockholm.

Những rạp chiếu phim nổi tiếng của Stockholm gồm Nhà hát Kịch nghệ Hoàng gia (Kungliga Dramatiska Teatern), một trong những nhà hát nổi tiếng nhất của châu Âu và Nhà hát opera Hoàng gia Thụy Điển được khánh thành vào năm 1773.
Các nhà hát đáng chú ý khác là Nhà hát thành phố Stockholm (Stockholms stadsteater), Nhà hát Opera dân sự (Folkoperan), Nhà hát Múa hiện đại (Moderna dansteatern), Nhà hát Trung Quốc, Nhà hát Göta Lejon, Nhà hát Mosebacke, và Nhà hát Oscar.

### Công viên giải trí
Gröna Lund là một công viên giải trí nằm trên đảo Djurgården. Công viên giải trí này có hơn 30 điểm tham quan và nhiều nhà hàng. Đây là điểm thu hút khách du lịch phổ biến và được hàng ngàn người ghé thăm hàng ngày. Nó mở cửa từ cuối tháng 4 đến giữa tháng 9. Gröna Lund cũng là địa điểm tổ chức hòa nhạc.

### Thể thao

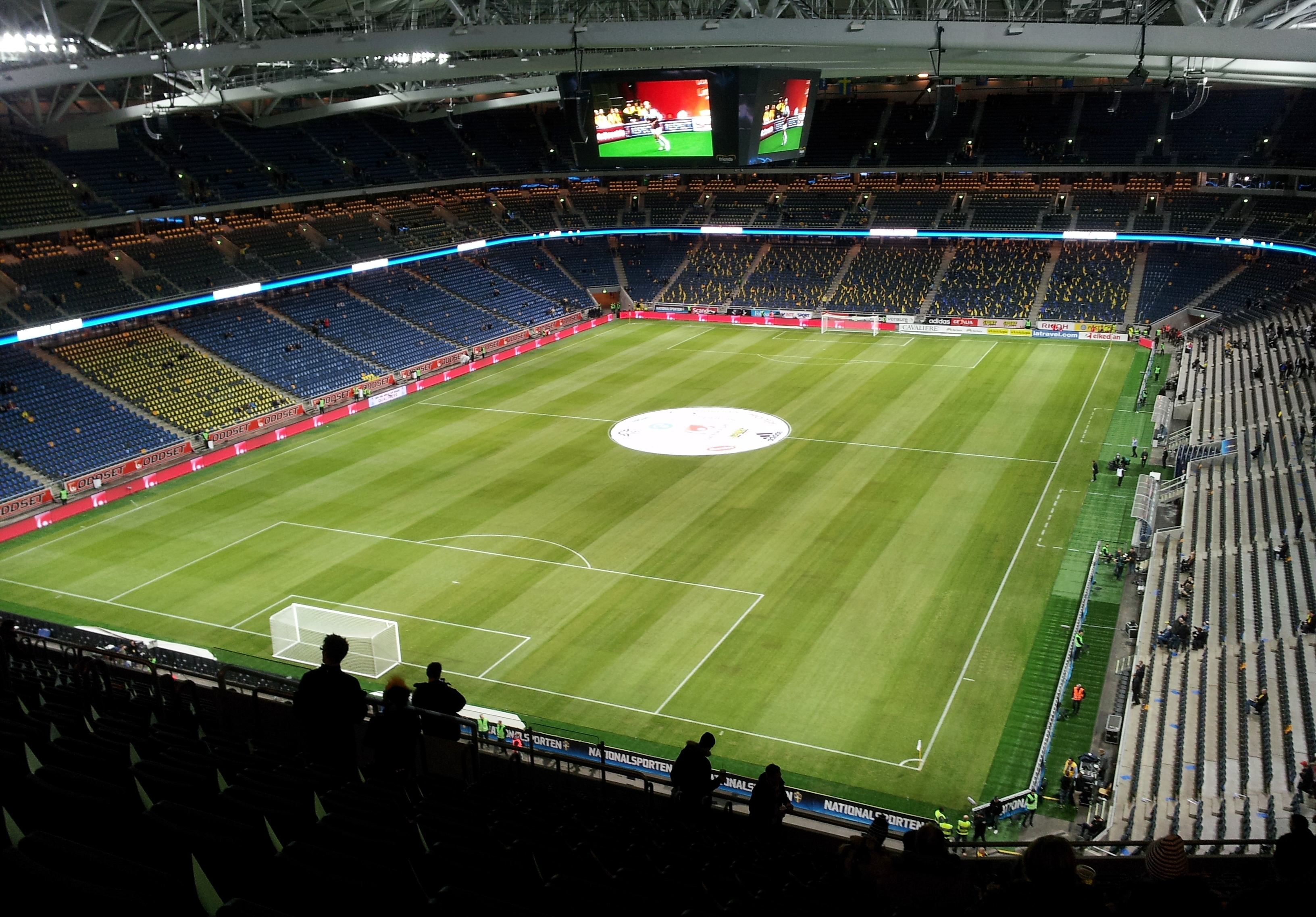
Friends Arena, sân vận động đa năng có mái che có thể thu vào tại châu Âu với công suất 50.000 khán giả.

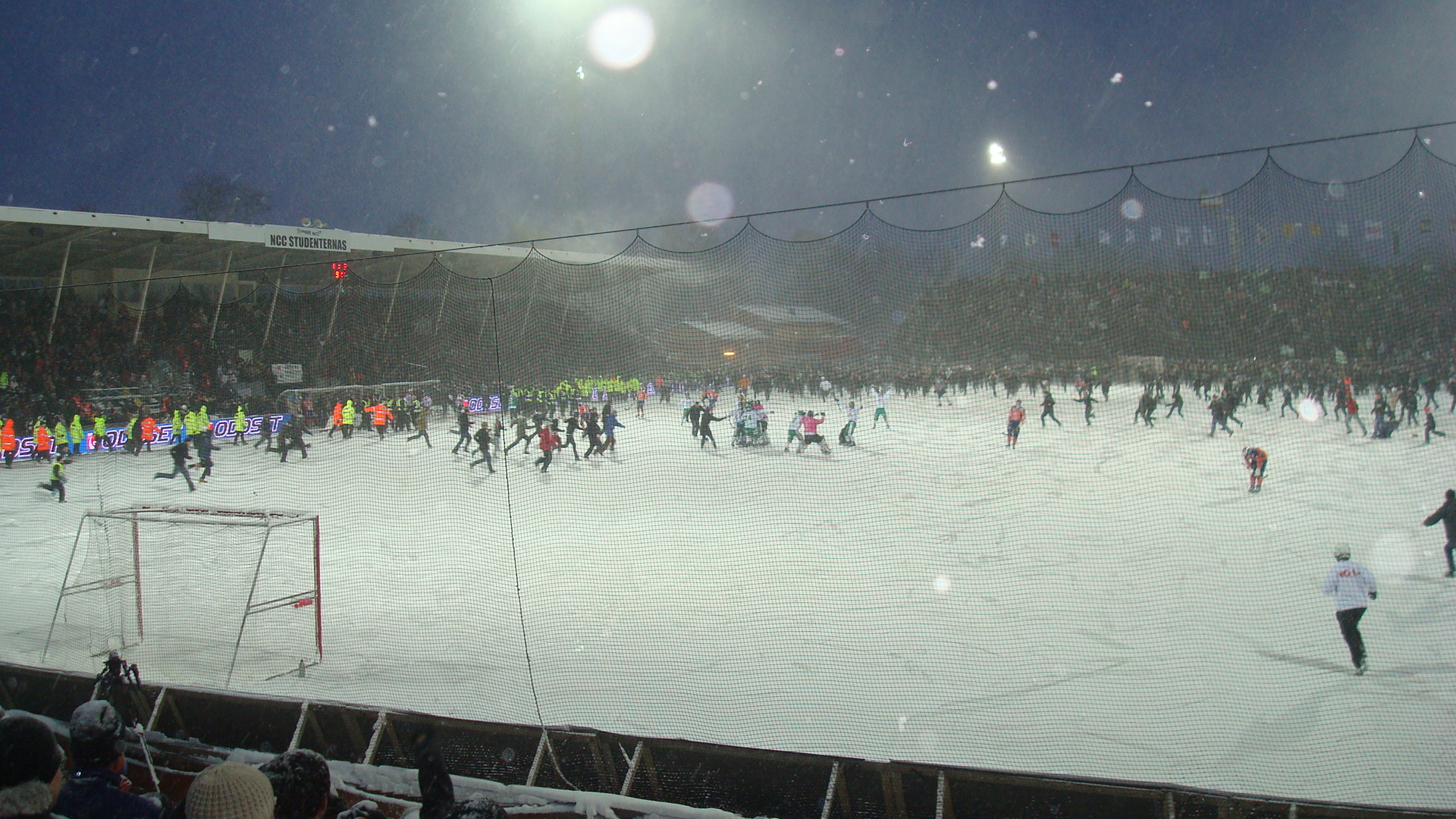
Lễ kỷ niệm sau khi Hammarby thắng giải bóng gậy cong quốc gia lần đầu năm 2010

Các môn thể thao nhiều người xem nhất là bóng đá và khúc côn cầu trên băng. Ba công lạc bộ bóng đá phổ biến nhất tại Stockholm là AIK, Djurgårdens IF và Hammarby IF, tất cả đều chơi tại giải hạng nhất, Allsvenskan. AIK chơi tại sân vận động bóng đá quốc gia Thụy Điển, Friends Arena tại Solna, với sức chứa 54.329 người. Djurgårdens IF và Hammarby chơi tại Tele2 Arena ở Johanneshov, với sức chứa 30.000 người.
Cả ba câu lạc bộ đều là các câu lạc bộ thể thao đa chức năng, có đội khúc côn cầu trên băng; Djurgårdens IF chơi tại giải hạng nhất, AIK tại giải hạng nhì và Hammarby tại giải hạng ba, cũng như các đội bóng gậy cong, bóng rổ, bóng sàn và các môn thể thao khác, bao gồm các môn thể thao đơn.
Về mặt lịch sử, thành phố này đã là chủ nhà của Thế vận hội mùa hè 1912. Stockholms Olympiastadion từ những ngày đó đã diễn ra nhiều sự kiện thể thao, đặc biệt là bóng đá và điền kinh. Các nhà thi đấu thể thao lớn khác là Friends Arena, sân vận động bóng đá mới, Stockholm Globe Arena, một sân vận động đa chức năng và còn là một trong những tòa nhà hình cầu lớn nhất trên thế giới và sân vận động trong nhà Hovet gần đó.
Ngoài Thế vận hội mùa hè 1912, Stockholm còn là chủ nhà Cưỡi ngựa tại Thế vận hội Mùa hè 1956 và Giải vô địch bóng đá châu Âu 1992. Thành phố này cũng đứng thứ nhì trong đấu thầu Thế vận hội mùa hè 2004. Stockholm làm chủ nhà Giải bóng đá vô địch thế giới 1958.
Stockholm cũng làm chủ nhà tất cả trừ một Trò chơi Bắc Âu, một sự kiện thể thao đa năng mùa đông diễn ra trước khi có Thế vận hội mùa đông.
Năm 2015, câu lạc bộ Rugby league Stockholms Kungar được thành lập. Họ cũng là đội Rugby league đầu tiên cua Stockholm và sẽ chơi tại giải vô địch Rugby quốc gia Thụy Điển.
Hàng năm, Stockholm tổ chức giải vô địch ÖTILLÖ Swimrun thế giới.
Stockholm đã tổ chức giải Stockholm mở rộng, một giải đấu tennis chuyên nghiệp ATP World Tour 250 ATP hàng hàng năm từ năm 1969. Hàng năm kể từ năm 1995, giải đấu được tổ chức tại Kungliga tennishallen.

### Ẩm thực
Có hơn 1000 nhà hàng tại Stockholm. Tính đến  năm 2013 Stockholm tự hào có tổng cộng tám nhà hàng có sao Michelin, hai trong số đó có 2 sao.

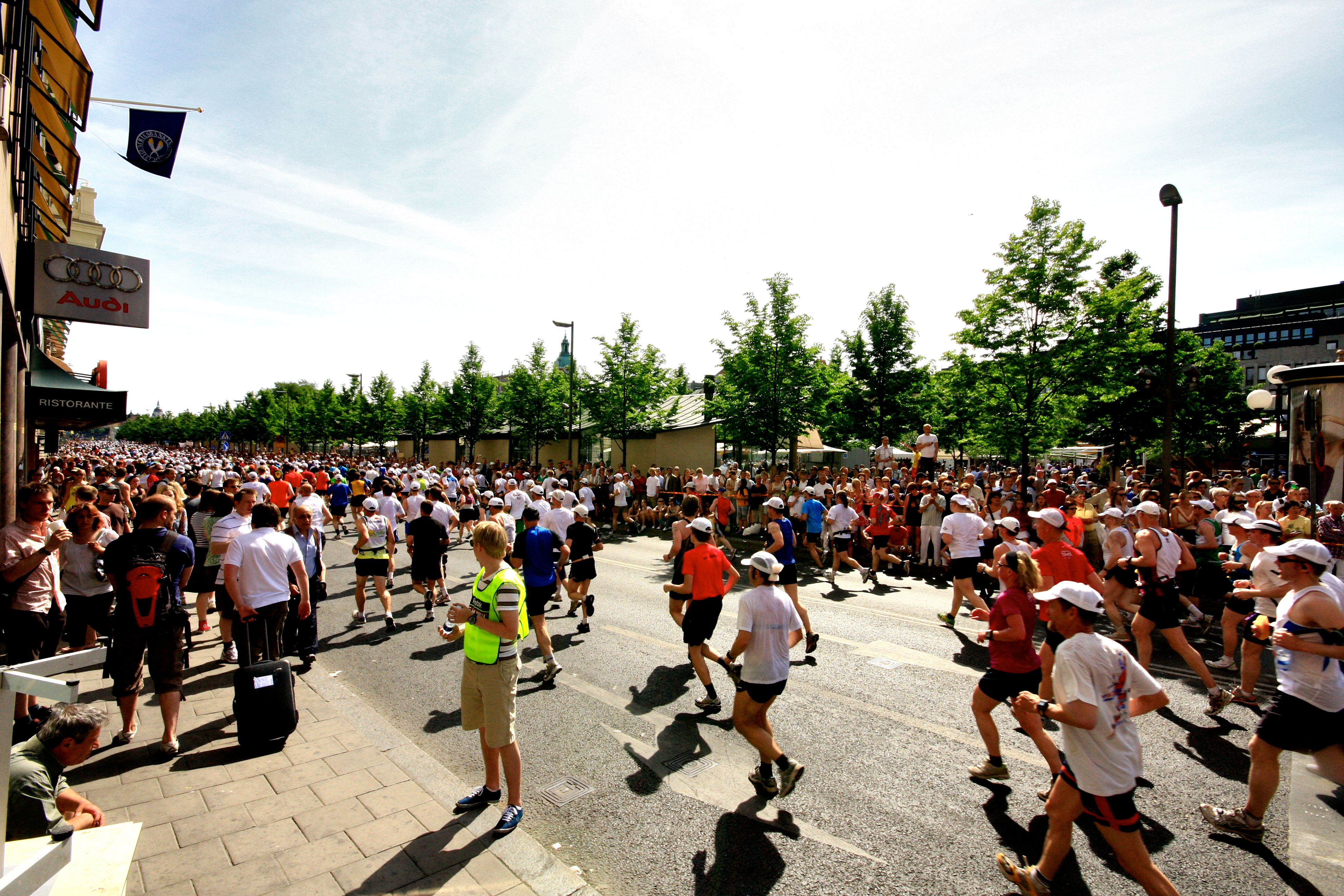
Marathon Stockholm, gần Kungsträdgården năm 2008

### Sự kiện hàng năm
- Lễ hội Jazz Stockholm là một trong những lễ hội cổ nhất của Thụy Điển. Lễ hội này diễn ra tại Skeppsholmen vào tháng 7.[61]
- Stockholm Pride là sự kiện Tự hào đồng tính lớn nhất trong các quốc gai Bắc Âu diễn ra vào tuần cuối của tháng 7 mỗi năm. Sự kiện tự hào đồng tính Stockholm luôn kết thúc với một buổi diễu hành và trong năm 2007, 50.000 người diễu hành với 500.000 người xem.[62]
- Marathon Stockholm diễn ra vào thứ 7 đầu tháng 6 mỗi năm.
- Lẽ kỷ niệm giải Nobel diễn ra tại Tòa thị chính Stockholm mỗi năm vào ngày 10 tháng 123.
- The Lễ hội Văn hóa Stockholm [sv] (tiếng Thụy Điển: Stockholms kulturfestival) là một lễ hội mùa hè được tổ chức hàng năm vào giữa tháng 8.
- Lễ hội Nước Stockholm (Swe: Vattenfestivalen) là một lễ hội phổ biến được tổ chức hàng năm tại Stockholm giữa năm 1991 và 1999.
- Manifestation, một lễ hội Kitô giáo hàng năm với hơn 25.000 người tham dự.
- Summerburst Music festival [sv]
- Liên hoan Phim Quốc tế Stockholm được tổ chức hàng năm từ năm 1990.

## Môi trường

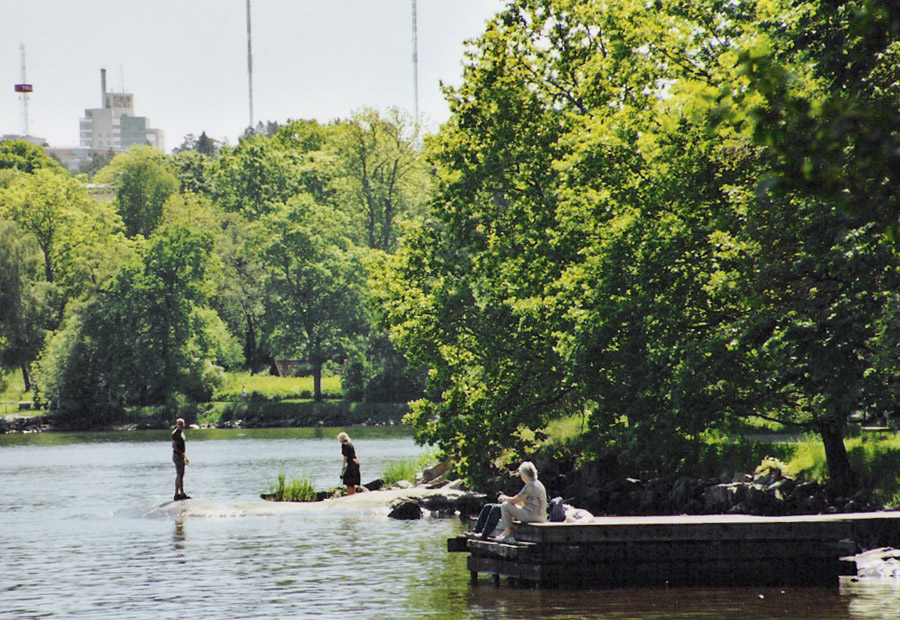
Công viên trên đảo Djurgården tại trung tâm Stockholm.

### Thành phố xanh với công viên đô thị quốc gia
Stockholm là một trong những thủ đô sạch nhất thế giới. Thành phố được trao Giải Thủ đô Xanh Châu Âu năm 2010 bởi Ủy ban châu Âu; đây là "thủ đô xanh" đầu tiên của châu Âu. Các thành phố ứng cử được đánh giá bằng nhiều cách: biến đổi khí hậu, giao thông địa phương, các khu vực xanh công cộng, chất lượng không khí, tiếng ồn, chất thải, tiêu thụ nước, xử lý nước thải, sử dụng đất đai bền vững, đa dạng sinh học và quản lý môi trường. Trong 35 thành phố tham gia, tám thành phố lọt vào vòng chung kết được chọn ra: Stockholm, Amsterdam, Bristol, Copenhagen, Freiburg, Hamburg, Münster, và Oslo. Một số lý do khiến Stockholm giành giải thưởng Thủ đô Xanh năm 2010 là: hệ thống quản lý tổng hợp của nó đảm bảo rằng các khía cạnh môi trường được xem xét phù hợp với ngân sách, lập kế hoạch hoạt động, báo cáo và giám sát; cắt giảm lượng khí cacbon dioxide xuống 25% trên người trong 10 năm; và quyết định trở thành thành phố không nhiên liệu hoá thạch vào năm 2050 của nó. 
Stockholm từ lâu đã chứng tỏ sự quan tâm đến môi trường. Chương trình môi trường hiện nay của thành phố là chương trình thứ năm kể từ khi chương trình môi trường đầu tiên được thành lập vào giữa thập niên 1970. Năm 2011, Stockholm trao lại danh hiệu Thủ đô Xanh Châu Âu cho Hamburg, Đức.

### Chất lượng không khí
Stockholm từng có mức độ hạt bụi (PM10) đáng quan ngại do lốp xe mùa đông, nhưng kể từ năm 2016 mức độ này đã xuống dưới mức giới hạn, sau khi có một số lệnh cấm đường cụ thể. Thay vào đó vấn đề năm 2016 là các oxide nitơ phát ra từ các động cơ diesel. Năm 2016 mức độ các khí thải nền của đô thị là (đo tại mái của Torkel Knutssonsgatan): NO2 11 μg/m³, NOx 14 μg/m³, PM10 12 μg/m³, PM2,5 4,9 μg/m³, bồ hóng 0,4 μg/m³, hạt siêu nhỏ 6200/cm³, CO 0.2 mg/m³, SO2 0,4 μg/m³, ozone 51 μg/m³. Đối với mức độ trung bình tại đường đô thị (đường mật độ giao thông đông đúc Hornsgatan) là: NO2 43 μg/m³, NOx 104 μg/m³, PM10 23 μg/m³, PM2,5 5,9 μg/m³, bồ hóng 1,0 μg/m³, hạt siêu nhỏ 17100/cm³, CO 0,3 mg/m³, ozone 31 μg/m³.

## Giao thông vận tải

### Giao thông công cộng

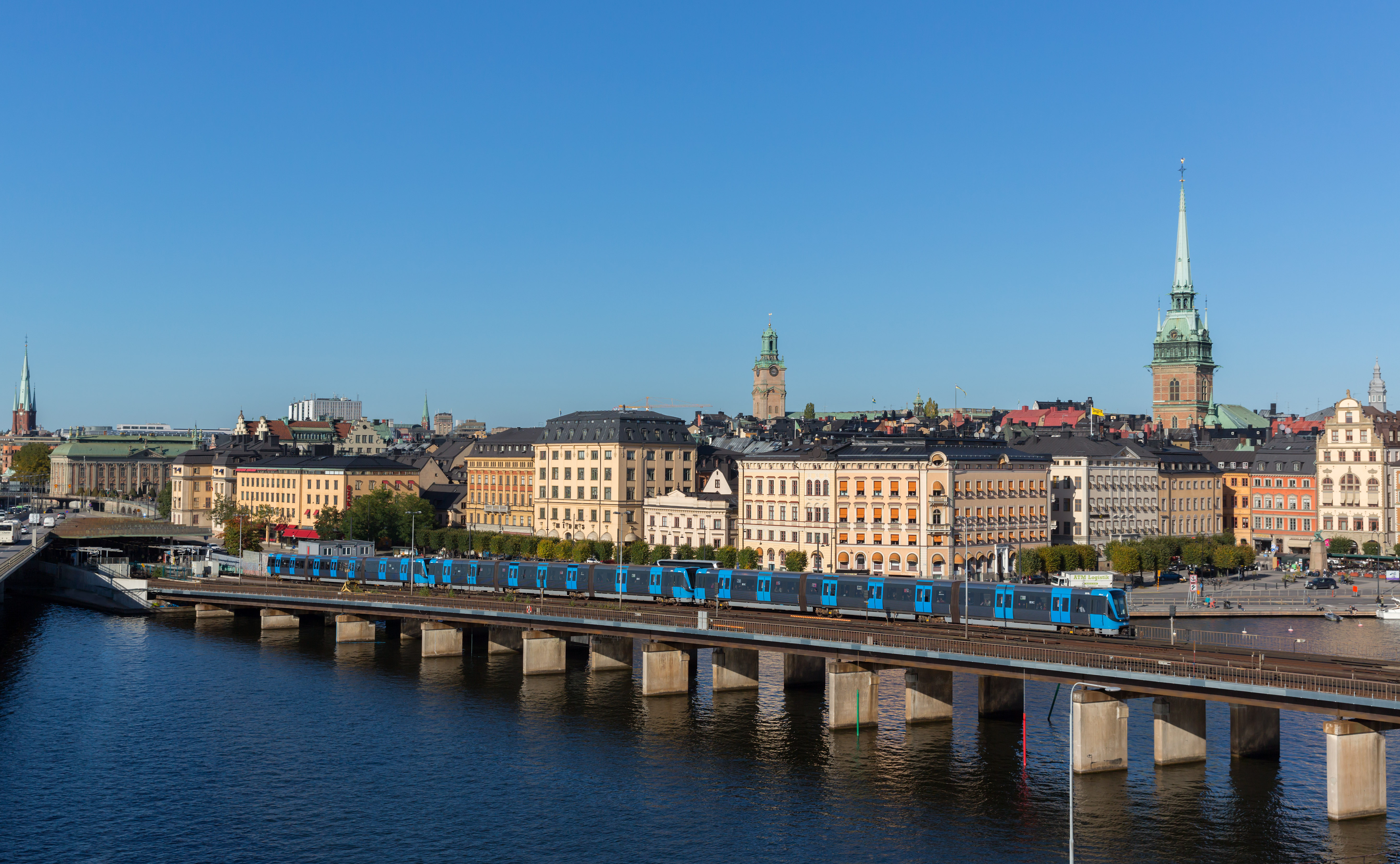
Toàn bộ chiều dài một đoàn tàu chạy về phía nam (9 toa) tàu điện ngầm C20 khởi hành từ Ga Gamla stan.

Stockholm có một hệ thống giao thông công cộng rộng lớn. Nó bao gồm tàu điện ngầm Stockholm (tiếng Thụy Điển: Tunnelbanan), gồm có ba tuyến chính được chia theo màu (xanh lá cây, đỏ và xanh dương) với 7 tuyến thực tế (10, 11, 13, 14, 17, 18, 19); tàu đi ngoại ô Stockholm (tiếng Thụy Điển: Pendeltågen) 
chạy trên đường sắt của nhà nước trên bốn tuyến (35, 36, 37, 38); bốn tuyến xe điện (7, 12, 21, và 22); Đường sắt khổ hẹp 891 mm có tên là Roslagsbanan, trên 3 tuyến (27, 28, 29) tại vùng đông bắc; đường săst địa phương Saltsjöbanan, trên hai tuyến (25, 26) ở phía đông nam; một lượng lớn tuyến xe buýt và phà Djurgården chạy trong thành phố. Phần lớn các phương tiện giao thông công cộng trên đất liền ở Hạt Stockholm (trừ xe buýt sân bay/tàu cao tốc sân bay và các tuyến xe buýt có khả năng thương mại khác) được tổ chức dưới sự bảo trợ chung của Storstockholms Lokaltrafik (SL), một aktiebolag hoàn toàn được sở hữu bởi Hội đồng Hạt Stockholm. Kể từ những năm 1990, hoạt động và duy trì các dịch vụ vận tải công cộng của SL được ký kết với các công ty độc lập đấu thầu các hợp đồng, chẳng hạn như MTR, công ty hiện đang vận hành tàu điện ngầm. Giao thông thuyền tại quần đảo được điều hành bởi Waxholmsbolaget, một công ty được sở hữu hoàn toàn bởi Hội đồng Hạt.

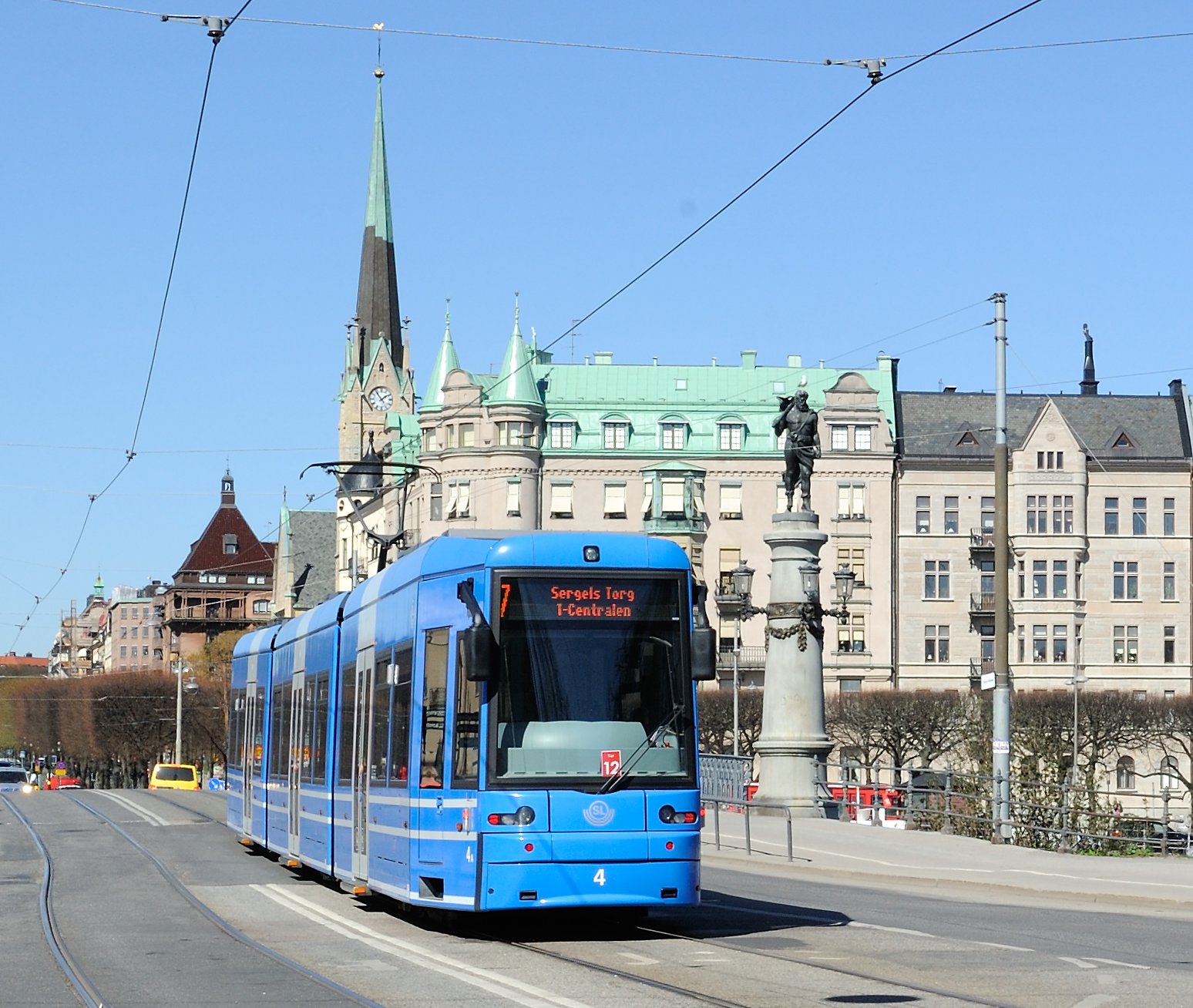
Xe điện A34 trên tuyến 7 tại Djurgårdsbron.

SL có một hệ thống vé chung trong toàn bộ Hạt Stockholm, nó cho phép đi lại dễ dàng bằng nhiều phương tiện giao thông khác nhau. Có hai loại vé chính, vé đơn và thẻ đi lại, cho phép đi lại không giới hạn với phương tiện giao thông của SL trong toàn bộ Hạt Stockholm trong thời gian vé có hiệu lực. Vào ngày 1 tháng 4 năm 2007, một hệ thống khu vực (A, B, C) và hệ thống giá vé được đưa ra. Có nhiều dạng vé đơn bao gồm vé tiền mặt, vé trả trước, vé trả trước dùng 8 lượt, vs tin nhắn và vé trong máy. Vé tiền mặt mua tại điểm bắt đầu di chuyển là loại đắt nhất và vé trả trước dùng 8 lượt là rẻ nhất. Vé đơn có hiệu lực 75 phút. Thời gian có hiệu lực của thẻ đi lại phụ thuộc vào từng loại; nó có thể có hiệu lực từ 24 giờ đến 1 năm. Một thẻ 30-ngày có giá 790 SEK (83 EUR; 130 USD). Tất cả các loại vé đều được giảm giá đối với học sinh và người dưới 20 tuổi hoặc 65 tuổi. Vào ngày 9 tháng 1 năm 2017, hệ thống khu vực bị loại bỏ, vé giá vé tăng lên.

#### Dự án City Line
Với chi phí ước tính là 16,8 tỷ SEK (tỷ giá tháng 1 năm), bằng 2,44 tỷ đô la Mỹ, City Line, một dự án đảm bảo về môi trường, bao gồm một hầm tàu dài 6 km (3,7 mi) (trong đá và nước) bên dưới Stockholm, với hai ga mới (Stockholm City và Stockholm Odenplan), và một cầu đường sắt dài 1,4 km (0,87 mi) tại Årsta. City Line được xây bởi Bộ Giao thông Thụy Điển hợp tác với Thành phố Stockholm, Hội đồng Hạt Stockholm, và Cục giao thông Stockholm, SL. Vì ga trung tâm Stockholm bị quá tải, mục đích của dự án này là nhân đôi năng suất đường tàu và cải thiện hiệu quả dịch vụ. Vận hành bắt đầu vào tháng 7 năm 2017.
Giữa Riddarholmen và Söder Mälarstrand, City Line chạy qua một đường hầm bê tông ngầm. Là một dự án xanh, City Line bao gồm việc làm sạch nước thải; giảm tiếng ồn bằng đường ray làm loãng âm thanh; việc sử dụng động cơ diesel tổng hợp sẽ tạo không khí sạch cho người sử dụng; và việc tái chế đá được khai quật.

### Đường xá

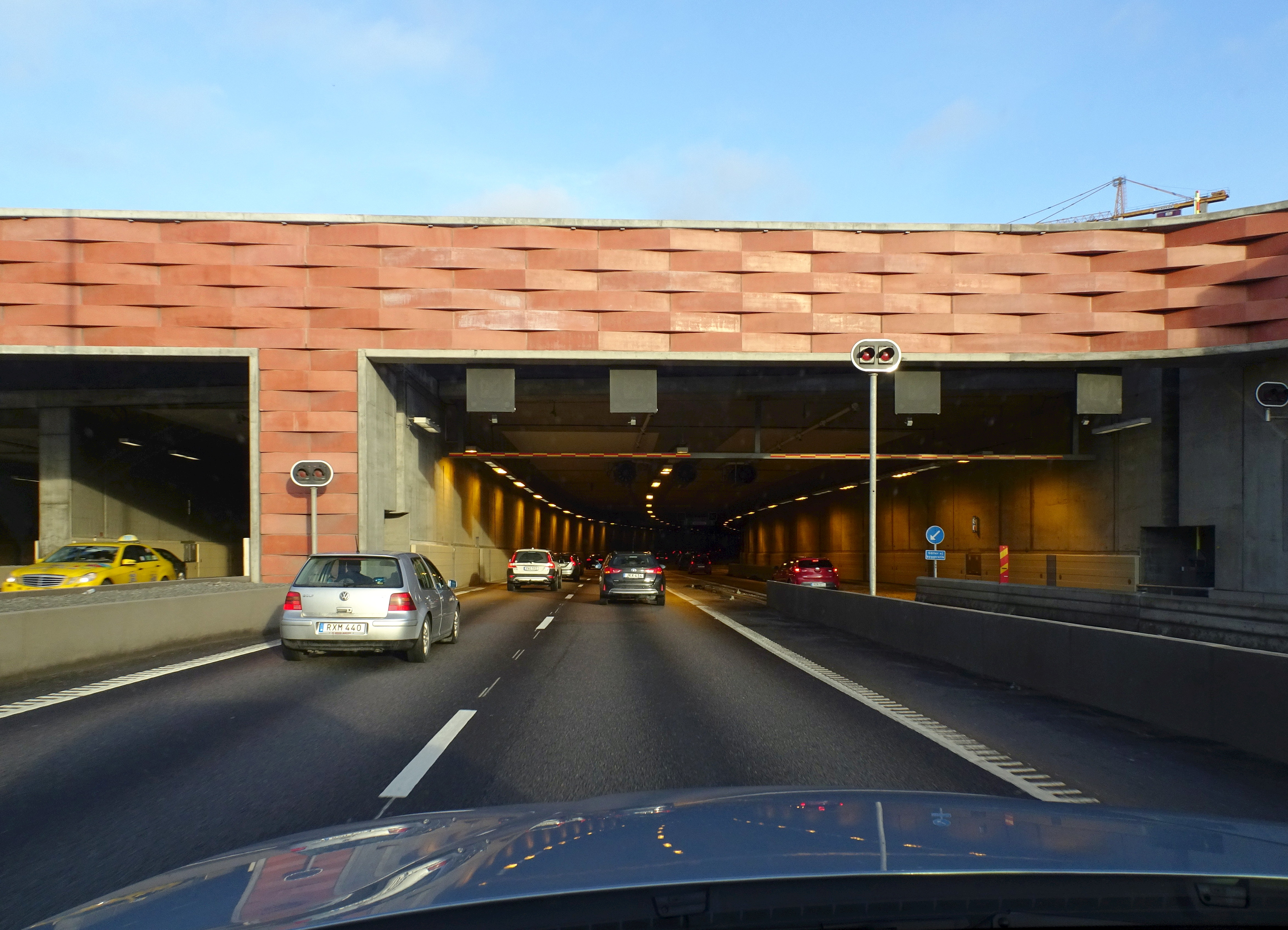
Xa lộ Norra länken (phía Bắc) tại Stockholm.

Stockholm là điểm kết nối của đường Châu Âu E4, E18 và E20. Có một đường vành đai đã được hành thành một nửa ở phía nam, tây và bắc của Trung tâm thành phố. Phần phía bắc của đường vành đai thông xe vào năm 2015 trong khi phần cuối giáp biển ở phía đông đang được bàn bạc như một dự án trong tương lai. Một tuyến đường cao tốc kết nối giao thông giữa Bắc và Nam Thụy Điển sẽ được xây ở phía tây Stockholm trong thời gian 2013–2023. Nhiều đảo và đường nước khiến việc mở rộng hệ thống đường trở nên phức tạp và đắt đỏ, và những xa lộ mới thường được xây theo hệ thống hầm và cầu.

### Phà

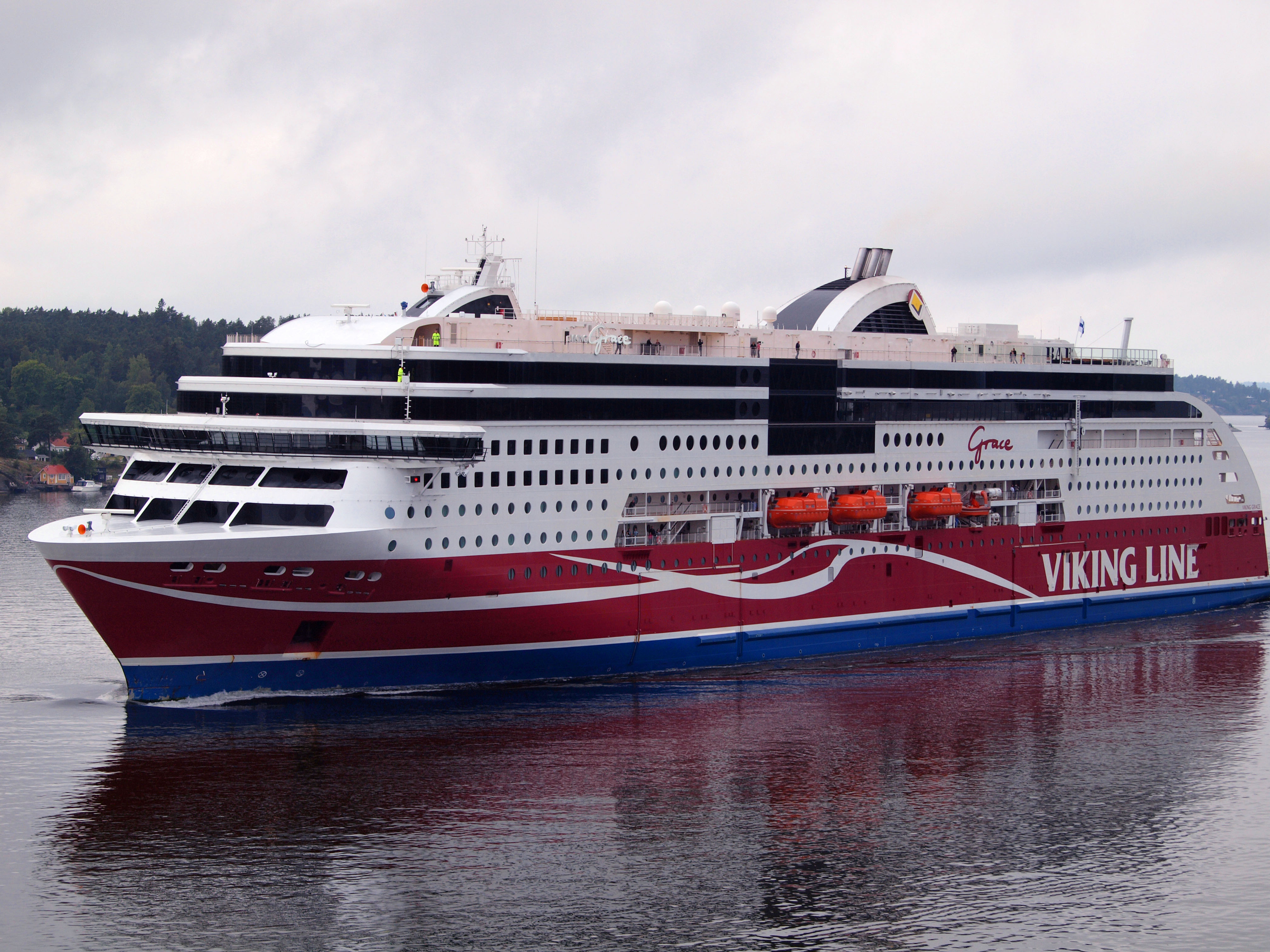
Ngài Viking, một trong nhiều phà du lịch trên đường tới Phần Lan và quần đảo Åland.

Stockholm có các tuyến phà thường xuyên đến Helsinki và Turku tại Phần Lan (thường được gọi là "Finlandsfärjan"); Tallinn, Estonia; Riga, Latvia, Åland và Saint Petersburg. Quần đảo Stockholm rộng lớn có thuyền quần đảo của công ty Waxholmsbolaget (được sở hữu và trợ cấp bởi Hội đồng Thành phố Stockholm).

### Xe đạp Thành phố
Từ tháng 4 đến tháng 10, trong những tháng ấm, mọi người có thể thuê Xe đạp Thành phố Stockholm bằng cách mua thẻ trực tuyến hoặc qua purchasing a bike card online or through đại lý bán lẻ. Thẻ cho phép người sử dụng thuê xe đạp từ tất cả các khu Xe đạp Thành phố Stockholm khắp thành phố và trả lại chúng ở bất cứ khu nào. Có hai loại thẻ: thẻ theo mùa (có hiệu lực từ ngày 1 tháng 4 đến ngày 31 tháng 10) và thẻ 3-ngày. Khi hết hạn thẻ có thể được kích hoạt lại trước khi sử dụng lại. Xe đạp có thể được sử dụng lên đến 3 tiếng mỗi lần thuê và có thể được thuê từ thứ hai đến thứ 6 từ 6 giờ sáng đến 10 giờ tối.

### Sân bay
- Quốc tế và nội địa:
  - Sân bay Quốc tế Stockholm-Arlanda (IATA: ARN, ICAO: ESSA) là sân bay lớn và đông nhất tại Thụy Điển với 24,7 triệu hành khách năm 2016. Nó cách thành phố khoảng 40 km (25 mi) về phía bắc Stockholm và là serves as a hub for Scandinavian Airlines.
  - Sân bay Stockholm-Bromma (IATA: BMA, ICAO: ESSB) cách thành phố khoảng 8 km (5,0 mi) về phía tây Stockholm.
- Chỉ quốc tế:
  - Sân bay Stockholm-Skavsta (IATA: NYO, ICAO: ESKN) cách Stockholm khoảng 108 km (67 mi) về phía nam. Nó cách thủ phủ Nyköping của Hạt Södermanland khoảng 5 km (3 mi).
  - Sân bay Stockholm-Västerås (IATA: VST, ICAO: ESOW) cách Stockholm khoảng 103 km (64 mi) về phía tây, nằm ở thành phố Västerås.

Đường sắt kết nối sân bay Arlanda Express chạy giữa sân bay Arlanda và trung tâm Stockholm. Với chuyến đi 20 phút, đi tàu là cách nhanh nhất để đến trung tâm thành phố. Ga Trung tâm Arlanda cũng có các loại tàu đi ngoại ô, tàu vùng miền và tàu liên thành phố.
Ngoài ra, cũng có các tuyến xe buýt, Flygbussarna, chạy giữa trung tâm Stockholm và tất cả các sân bay.

### Tàu liên thành phố

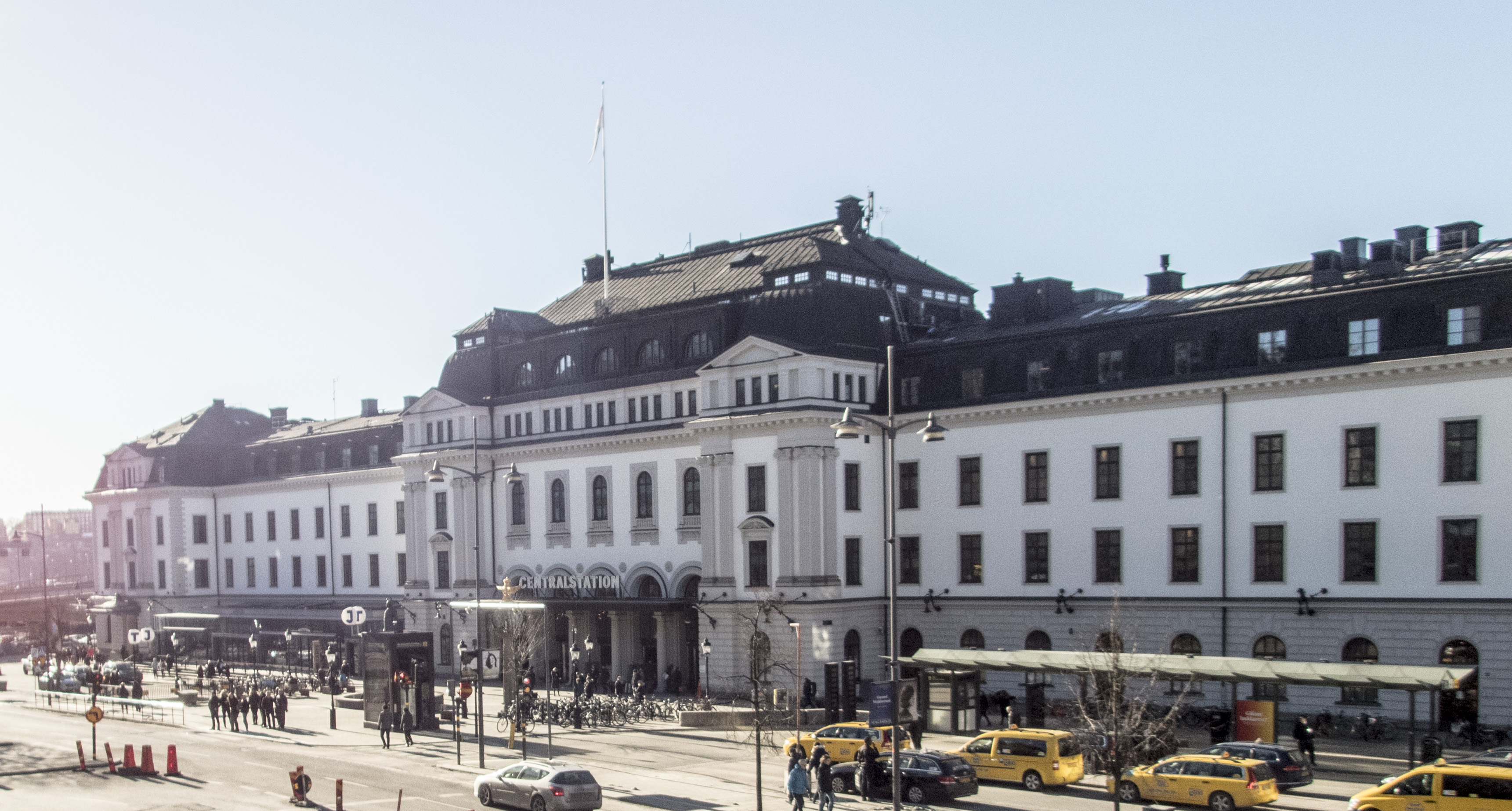
Ga trung tâm Stockholm

Ga trung tâm Stockholm có liên kết tới nhiều thành phố của Thụy Điển cũng như Oslo, Na Uy Copenhagen, Đan Mạch. Dịch vụ X 2000 phổ biến tới Gothenburg kéo dài 3 tiếng. Hầu hết tàu được vận hành bởi SJ AB.

## Ẩm thực
- Cá trích muối: là món ăn truyền thống của người dân Thụy Điển. Cá trích được bắt về từ biển Baltic sau khi đã làm sạch được muối, ủ kĩ cho đến khi cá lên men. Sau đó, cá được đóng hộp và sử dụng để ăn trong vòng một tháng. Món này thường được ăn kèm với bành mỳ kẹp phết bơ, thêm chút khoai tây và hành đỏ cắt rời.
- Thịt viên Thụy Điển: được chế biến từ thịt bò hoặc kết hợp giữa thịt bò với thịt lợn. Thịt được băm nhuyễn và cho thêm sữa tươi, cùng các loại gia vị bột mì, hành lá xắt nhuyễn, trứng, hạt tiêu, muối trắng, tất cả các nguyên liệu này được trộn đều. Tiếp đến người ta vo thịt thành những viên nhỏ, miếng vừa ăn rồi chiên trong chảo ngập dầu nóng hoặc nướng tùy thuộc khẩu vị
- Pytti panna: là món ăn được làm từ thịt, có hành tây, khoai tây cắt khúc và cà chua bi, sau đó đem rán hoặc luộc, ăn cùng với trứng chiên và các nguyên liệu khác.
- Súp đậu (ärtsoppa): là món ăn truyền thống của người Thụy Điển ở đây, món súp đậu thường được người Trung cổ thưởng thức vào giữa tuần thứ Năm hàng tuần. Món ăn này được chế biến từ các nguyên liệu gồm: thịt lợn muối thái lát, cà rốt thái lát, hành tây thái nhỏ, tỏi trắng thái lát, húng tây, kinh giới, muối, lá bay, tiêu.

## Xếp hạng quốc tế
Stockholm thường đạt kết quả tốt trong bảng xếp hạng quốc tế, một số được đề cập dưới đây:
- Trong sách Hướng dẫn Tối cao về Marathon Quốc tế (1997), được viết bởi Dennis Craythorn và Rich Hanna, Marathon Stockholm đứng thứ nhất thế giới về marathon.[74]
- Trong Bảng điểm Sáng tạo Châu Âu 2006, được đưa ra bởi Viện Nghiên cứu Kinh tế Maastricht về Sáng tạo và Công nghệ (MERIT) và Viện Bảo vệ và An Ninh của Công dân của Trung tâm Nghiên cứu Chung của Ủy ban châu Âu, Stockholm được xếp là thành phố sáng tạo nhất tại châu Âu.[75]
- Trong Chỉ số Cạnh tranh Kiến thức Thế giới 2008, được xuất bản bởi Trung tâm Cạnh tranh Quốc tế, Stockholm đứng thứ 6 về vùng cạnh tranh trên giới giới và là vùng cạnh tranh nhất thế giới ngoài Hoa Kỳ.[76]
- Trong Chỉ số Phát triển Vùng Châu Âu (E-REGI) 2006, được xuất bản bởi Jones Lang LaSalle, Stockholm đứng thứ 5 trong danh sách thành phố châu Âu với dự báo tăng trưởng GDP nhanh nhất. Stockholm đứng thứ nhất tại Scandinavia và thứ hai ngoài Trung và Đông Âu.[77]
- Trong Quan sát Thành phố Châu Âu 2007 được xuất bản bởi Cushman & Wakefield, Stockholm được xếp là thành phố tốt nhất Bắc Âu để đặt một doanh nghiệp. Cùng trong báo cáo đó, Stockholm xếp thứ nhất châu Âu về không có khí thải.[78]
- Trong khảo sát năm 2007 thực hiện bởi nhà kinh tế học môi trường Matthew Kahn cho tạp chí Reader's Digest, Stockholm xếp thứ nhất trong danh sách thành phố "xanh nhất" và "đáng sống nhất" trên thế giới.[79]
- Theo khảo sát năm 2008 xuất bản bởi tạp chí Reader's Digest, Stockholm xếp thứ 4 thế giới trong danh sách "mười thành phố chân thật nhất thế giới".[80]
- Năm 2008 trong một khảo sát xuất bản bởi tạp chí National Geographic Traveler, Gamla stan (phố cổ) tại Stockholm được xếp thứ 6 trong các điểm đến lịch sử được đánh giá cao.[81]
- Năm 2008 trong một khảo sát xuất bản bởi tạp chí Foreign Policy, Stockholm xếp thứ 24 trong danh sách thành phố toàn cầu nhất thế giới.[82]
- Năm 2009 Stockholm được trao danh hiệu Thủ đô xanh Châu Âu 2010, là thủ đô xanh đầu tiên theo tiêu chí Giải Thủ đô Xanh Châu Âu.
- Năm 2013, Stockholm được sướng tên là thành phố cạnh tranh thứ 8 trên thế giới bởi Economist Intelligence Unit.[83]

## Thành phố kết nghĩa
| - La Paz, Bolivia - Sarajevo, Bosna và Hercegovina - Cali, Colombia - Copenhagen, Đan Mạch - Tallinn, Estonia - Tórshavn, Quần đảo Faroe - Helsinki, Phần Lan | - Addis Ababa, Ethiopia - Nuuk, Greenland - Reykjavík, Iceland - Bassano del Grappa, Ý - Syracuse, Sicily, Italy - Riga, Latvia - Vilnius, Litva | - Podgorica, Montenegro - Khemisset, Maroc - Amsterdam, Hà Lan - Saint Petersburg, Nga - Belgrade, Serbia - Istanbul, Thổ Nhĩ Kỳ - Kiev, Ukraina |